# Stammliste des Adelsgeschlechts Gemmingen

Stammwappen derer von Gemmingen

Die Freiherren von Gemmingen sind ein alemannisches Rittergeschlecht, dessen Stammliste bis zurück ins 13. Jahrhundert reicht. Der älteste sichere Stammvater ist Hans, der 1259 Vogt in Sinsheim war. Seine Nachkommen bewahrten die Reichsunmittelbarkeit, hatten die Gerichtsbarkeit in ihren Territorien und erreichten höchste Ämter innerhalb der Reichsritterschaft, an Fürsten- und Königshöfen sowie an der Spitze von Bistümern.
Bereits im 14. Jahrhundert teilt sich die Familie mit Hans’ Urenkeln, Dietrich dem Älteren († um 1374) und Dieter dem Jüngeren († 1359), in zwei Stämme, die bis heute fortbestehen und nach ihren Hauptsitzen, Burg Hornberg und Burg Guttenberg, benannt werden. Diese Stämme teilten sich nach wenigen weiteren Generationen im 15. Jahrhundert in jeweils zwei Linien: Stamm A (Guttenberg) mit der Linie Gemmingen-Steinegg, die Besitz vor allem im Enzkreis hatte, und der Linie Gemmingen-Guttenberg mit Besitz in Guttenberg, Neckarmühlbach, Bonfeld und Fürfeld; Stamm B (Hornberg) mit der Linie Neckarzimmern-Bürg mit Besitz in Neckarzimmern, Treschklingen, Fränkisch-Crumbach, Bürg, Presteneck, Widdern und Maienfels sowie der 1613 ausgestorbenen Linie Gemmingen-Michelfeld mit Besitz in Michelfeld.
Sie standen in höchsten Diensten der Länderfürsten wie denen der Kurpfalz, Baden-Durlachs, Brandenburg-Ansbachs oder des Herzogtums und späteren Königreichs Württemberg. Die Familie hat über das Ende der Reichsritterschaft und die völlige Abschaffung der Adelsprivilegien hinaus bedeutende Vertreter, zumeist in Militär- oder Verwaltungsämtern, hervorgebracht. Unter den im späten 20. und 21. Jahrhundert lebenden Angehörigen der Familie ragen Politiker und solche heraus, die sich um den Erhalt der historischen Burgen sowie ihre touristische oder museale Nutzung verdient gemacht haben.
Die Darstellung der Stammliste folgt im Wesentlichen der umfangreichen überarbeiteten Familienchronik von Carl Wilhelm Friedrich Ludwig Stocker von 1895, der über seine Mutter ein Nachkomme der Linie Gemmingen-Fürfeld war. Er beruft sich auf ältere Familienchroniken von Reinhard dem Gelehrten († 1635) und bietet wesentlich mehr Details als ältere Adelsverzeichnisse wie das 1751 erschienene Geschlechts-Register des Johann Gottfried Biedermann, das zumindest in der Darstellung der frühen Seitenlinien auch sehr ausführlich ist. Die jüngere Geschichte der Familie folgt dem Genealogischen Handbuch des Adels in der Ausgabe von 1966 und der fortgeschriebenen Familienchronik von Maria Heitland von 1991.

## Schema
Hans (erw. 1259) ⚭ n. n. von Helmstatt
- Stamm A (Guttenberg), Stammvater: Dietrich der Ältere († um 1374)
  - I. Linie Steinegg, Stammvater: Diether V. († vor 1428)
    - 1. Ast (Steinegg) † 1797
    - 2. Ast (Mühlhausen)
      - 1. Zweig (österreichischer Zweig) † 1849
      - 2. Zweig (deutscher Zweig)
        - Unterzweig Gernsbach
        - Unterzweig Bessenbach

  - II. Linie Gemmingen-Guttenberg, Stammvater: Hans der Reiche († 1490)
    - 1. Ast (Gemmingen-Fürfeld)
      - 1. Zweig (Gemmingen)
      - 2. Zweig (Guttenberg und Fürfeld)
        - 1. Unterzweig (Fürfeld)
          - 1. (niederländisches) Haus
          - 2. (deutsches) Haus
          - 3. (amerikanisches) Haus

        - 2. Unterzweig (Stuttgart)

    - 2. Ast (Bonfeld-Guttenberg)
      - 1. Zweig (Bonfeld Oberschloss) † 1940
      - 2. Zweig (Bonfeld Unterschloss)
        - 1. Haus (Guttenberg)
        - 2. Haus (Bonfeld und Dammhof)

      - 3. Zweig (Guttenberg), † um 1800 und von Bonfeld-Unterschloss besetzt
- Stamm B (Hornberg), Stammvater: Dieter d. J. († 1359)
  - III. Linie Neckarzimmern-Bürg, Stammvater: Eberhard († 1501)
    - 1. Ast (Bürg), Stammvater: Eberhard († 1583)
      - 1. Zweig (Bürg-Presteneck) † 1841
      - 2. Zweig (Widdern-Maienfels) † 1807

    - 2. Ast (Neckarzimmern), Stammvater: Reinhard der Gelehrte († 1635)
      - Ältere Linie Fränkisch-Crumbach † 1782
      - Kochendorfer Burglehen † 1814
      - 1. Zweig (Treschklingen)
        - 1. Ast (Bürg)
        - 2. Ast (Fränkisch-Crumbach)
          - Unterzweig Hoffenheim † 1849

      - 2. Zweig (Babstadt)
      - 3. Zweig (Neckarzimmern)

  - IV. Linie Michelfeld, Stammvater: Hans der Kecke (1431–1487), Linie † 1613
- Maier von Wössingen † 1503
- Zweig von Hoven † um 1460
- Giener von Sinsheim † 1503
- Velscher † 1577

## Stammliste

### Frühe Vorfahren und Begründer der Stämme und Linien
Hans (erw. 1259) ⚭ n. n. von Helmstatt
1. Albrecht (erw. 1268/77; † vor 1283) ⚭ Gertrud von Neipperg
  1. Gertraut ⚭ Gerhard von Ubstadt
  2. Schweiker (erw. 1310)
  3. Dieter I. (erw. 1283/87/97) ⚭ Mechthild von Talheim
    1. Dietrich d. Ä. (erw. ab 1339; † um 1374) ⚭ Elisabeth von Mauer († 1354), Stamm A (Guttenberg)
      1. Dietrich (erw. ab 1372; † 1414) ⚭ Els von Sachsenheim († um 1389), Els von Frankenstein
        1. Diether V. (* um 1374; † vor 1428) ⚭ Anna von Selbach, I. Linie (Steinegg)
        2. Konrad († 1463) ⚭ Margaretha von Weingarten († 1464)
          1. Wendel († 1468)
          2. Dietrich († 1481 oder 1482) ⚭ Margaretha von Sickingen († 1494)
            1. Margaretha († 1530) ⚭ Erker von Rothenstein, Stephan von Venningen
            2. Jonatha, Nonne in Hochheim

        3. Hans der Reiche (* um 1410; † 1490) ⚭ Katharina Landschad von Steinach, II. Linie (Gemmingen, Guttenberg)
        4. Els ⚭ W. von Sachsenheim
        5. Maria ⚭ J. Bayer von Boppard
        6. Metz († 1485) ⚭ Eberhard Weiß von Feuerbach

      2. Els, erw. ab 1382, Äbtissin in Billigheim
      3. Metz ⚭ Reinhard von Neipperg

    2. Margarethe ⚭ Friedrich von Nippenburg († 1360)
    3. Bertha ⚭ Balsares von Titzingen
    4. Dieter d. J. († 1359) ⚭ Anna von Gochsheim, Stamm B (Hornberg)
      1. Anna ⚭ Friedrich von Sickingen
      2. Eberhard († 1419)
      3. Gerhard d. Ä. (1360–1402) ⚭ Anna von Liebenstein († nach 1409)
        1. Maria ⚭ Dieter von Pfedelbach
        2. Anna ⚭ Hans von Berlichingen
        3. Gerhard d. J. († 1428) ⚭ Juntha von Sickingen
          1. Juntha ⚭ Andres von Massenbach
          2. Margaretha ⚭ Hans von Ehrenberg

        4. Eberhard d. J. († vor 1426) ⚭ Anne von Berlichingen, Els von Zwingenberg († 1455)
          1. Enlin
          2. Eberhard der Taube († 1479) ⚭ Barbara von Neipperg († 1486)
            1. Eberhard († 1501) ⚭ Elisabeth von Höhenried († 1490), Magdalena von Adelsheim († 1516), III. Linie (Neckarzimmern, Bürg)
            2. Hans der Kecke (1431–1487) ⚭ Brigida von Neuenstein, IV. Linie (Michelfeld), erloschen mit Weyrich († 1613)
            3. Dieter, Konventsbruder in Hirsau
            4. Walther († 1501), Abt in Selz
            5. Schweikard († 1510), Konventsbruder in Odenheim
            6. Peter († 1483), Sexpraebendarius in Wimpfen
            7. Weiprecht († nach 1483), Kanonikus in Wimpfen
            8. Els, Nonne in Lichtenstern
            9. Margaretha, Nonne in Lichtenstern
            10. Regisuintha, Nonne in Lichtenstern
            11. Reinhard († 1483)

  4. Eberhard (erw. 1297)
  5. Anna
  6. Gerold († um 1320) ⚭ Anna (Agnes?) von Hartschhausen
    1. Gerold ⚭ Engeltraut von Klingenberg
      1. Schweiker (1398 Chorherr in Mosbach)
      2. Wilhelm (1413 beim Konzil in Konstanz)
      3. Gerold ⚭ Kunigunde von Maienfels
        1. Gerold ⚭ Justina von Althan
2. Dieter (erw. 1274/83)
  1. Gertraut ⚭ Johann von Hirschhorn, Walther von Dalheim
  2. Albert
  3. Albert (erw. 1328), seine Nachfahren sind der Zweig von Hoven, erloschen mit Peter († um 1460)
  4. Dieter (erw. 1323/59) ⚭ n. n., Zweig der Giener von Sinsheim, erloschen mit Hans († 1503)
3. Schweiker genannt Velscher († 1297) ⚭ Engeltraut n. n., Ast der Velscher, erloschen mit Hans († 1552)

### I. Linie (Steinegg)
Hauptartikel: Gemmingen-Steinegg
Dieter V. (* um 1374; † vor 1428) ⚭ Anna von Selbach, I. Linie (Steinegg)
1. Els († 1463) ⚭ Konrad von Helmstatt
2. Margaretha († 1473), Priorin in Himmelkron
3. Diether (1398–1478) ⚭ Agnes von Sickingen († 1478)
  1. Agnes, Nonne in Pforzheim
  2. Margaretha, Nonne in Frauenalb
  3. Anna († 1511) ⚭ Voltzen von Weitingen
  4. Christoph († 1480 oder 1510)
  5. Otto († 1517) ⚭ Ursula Späthin († 1490), Agnes von Gültlingen
    1. Helena († 1550) ⚭ Friedrich Hattstatt zu Herlersheim
    2. Ursula († 1554) ⚭ Maxmilian Stump von Schweinsberg, Wilhelm von Neuhausen
    3. Anna ⚭ Ludwig von Fulach, N. v. Thalheim
    4. Agnes, 1547 Nonne in Lauffen
    5. Magdalena, 1547 Nonne in Kilberg
    6. Margaretha, 1547 Nonne in Kilberg
    7. Maria, 1545 Nonne in Lauffen
    8. Kunigunde, Nonne in Säckingen

  6. Bernhard (1448–1518) ⚭ Anna Truchsess von Bichishausen († 1510)
    1. Helena († 1538) ⚭ Heimeran von Nothafft zu Beihingen
    2. Ursula ⚭ Conrad von Walstein
    3. Dietrich VIII. († 1542) ⚭ Katharina von Neuhausen (1481–1563), 1. Ast (Steinegg)
    4. Otto (1475–1558) ⚭ Maria Güß von Güssenberg († 1572), 2. Ast (Mühlhausen)

#### 1. Ast (Steinegg)
Dietrich VIII. († 1542) ⚭ Katharina von Neuhausen (1481–1563), 1. Ast (Steinegg)
1. Eitel Dietrich (1513–1568) ⚭ Ursula von Ehingen, Amalia Adelmann von Adelmannsfeld († 1563)
  1. Hans Pleikard (1546–1603) ⚭ Anna Elisabeth von Venningen
    1. Maria Jakobea (1576–1581)
    2. Rosina (* 1579) ⚭ Ludwig von Gemmingen-Gemmingen, Hans Karl von Merlau
    3. Magdalena (* 1580) ⚭ Hans Adam von Ow
    4. Eitel Dietrich (* 1583), starb jung

  2. Katharina ⚭ Ernst von Frauenberg
  3. Sibylla ⚭ Hans Truchsess von Höfingen
  4. Bernhard († 1579)
2. Wolf Dietrich († 1522)
3. Magdalena ⚭ Jakob von Ehingen
4. Katharina ⚭ Samson von Stein vom Rechtenstein
5. Dorothea ⚭ Engelhard von Kaltenthal zu Oßweil
6. Bernhard († 1546), Kanoniker in Bruchsal
7. Haug Dietrich († um 1543)
8. Dietrich IX. (1517–1586) ⚭ Lia von Schellenberg († 1564), Agathe Reuß von Reußenstein († 1575)
  1. Georg, Deutschordensritter, Komtur auf der Mainau
  2. Hans († 1591), Deutschordensritter, Komtur in Münnerstadt
  3. Johann Konrad (1561–1612), Fürstbischof von Eichstätt
  4. Hans Ernst († 1596)
  5. Anna ⚭ Dietrich von Landau
  6. Maria Jakobe, Nonne in Brieg
  7. Maria Salomea († 1589) ⚭ Hans Michael von Reischach
  8. Wolf Dietrich (1550–1601) ⚭ Ursula von Neuneck (1560–1626), Zweig Steinegg
    1. Maria Anna ⚭ Karl von Freyberg zu Haldenwang
    2. Katharina (*/† 1591)
    3. Christoph (1584–1594)
    4. Bernhard (1585–1591), Kanoniker in Eichstätt
    5. Johann Konrad (1593–1627) ⚭ Margaretha Anna von Stein
      1. Hans Dietrich (* 1620), starb jung
      2. Maria Eleonora (1618–1680) ⚭ Adam von Ow
      3. Ernst (*/† 1621)

    6. Karl Dietrich (1583–1629) ⚭ Maria Crescentia von Neuhausen († 1621), Susanna von Stotzingen
      1. Wolf Christoph (1613–1635), Kanoniker in Eichstätt
      2. Karl (1621–1649), Kanoniker in Eichstätt
      3. Anna Elisabetha (* 1615) ⚭ Friedrich Zobel von Giebelstadt
      4. Anna Maria (1616–1674), Nonne in Edelstetten
      5. Anna Katharina (* 1620)
      6. Bernhard († 1653) ⚭ Ursula von Reichlin-Meldegg († 1649), Franziska Gräfin von Fugger († 1675)
        1. Franz Bernhard (1650–1651)
        2. Francisca Maria (1652–1694) ⚭ Wilhelm von Neuhausen
        3. Franz Karl (1654–11713) ⚭ Elisabetha von Katlenthal († 1704), Maria Victoria von Reichlin-Meldegg
          1. Johann Friedrich Karl (1679–1739) ⚭ Maria Francisca von Riedheim († 1759)
            1. Bernhard Wolf Franz Xaver Joseph (1714–1715)
            2. Heinrich Hartard (*/† 1717)
            3. Johann Dietrich (1716–1778) ⚭ Maria von Ow († 1775)
              1. Wilhelmine Friederike Helena Walburga (* 1744) ⚭ Johann Fidel Anton Thurn von Walsassina
              2. Franz Christoph Dietrich Joseph Anton Nikolaus (1746–1797) ⚭ Marianne Roth von Schreckenstein († 1797)
                1. Antonie (* 1774) ⚭ Karl Dietrich von Gemmingen zu Mühlhausen
                2. Wilhelmine (* 1776), starb jung
                3. Hans Dietrich (1777–1784)
                4. Genofeva (1778–1830) ⚭ Vinzenz von Bodmann
                5. Josepha (1780–1830) ⚭ Joseph von Schönau-Wehr
                6. Anna Maria (1781–1858) ⚭ Julius von Gemmingen-Steinegg (1774–1842)
                7. Karoline (* 1782) ⚭ Joseph Dietrich von Thurn

          2. Franz Anton (*/† 1681)
          3. Marianna (*/† 1682)
          4. Maximiliana (1683–1684)
          5. Maria Francisca (*/† 1684)
          6. Anna Francisca Caroline (1706–1764) ⚭ Karl Keller von Schlaitheim
          7. Franz Anton Balthasar Adam (* 1708), starb jung
          8. Karl (*/† 1709)
          9. Hans Wilhelm Bernhard (* 1710), starb jung
          10. Anna Juliana Francisca Elisabeth (1713–1764)

      7. Eitel Dietrich (1629–1689) ⚭ Regina Francisca von Stein zum Rechtenstein
        1. Franz Dietrich (1653–1684), Domherr in Konstanz
        2. Maria Francisca (1654–1700) ⚭ Werner Dietrich von Neuhausen
        3. Johanna Elisabetha (1662–1720) ⚭ Johann Joseph Böhlin von Neuburg
        4. Margaretha († 1669)
        5. Karl Dietrich (1658–1699) ⚭ Maria Anna Theresia von Stein
          1. Karl Dietrich Anton (1694–1745)
          2. Auguste (1687–1710) ⚭ Johann Christoph von Reichlin-Meldegg

#### 2. Ast (Mühlhausen)
Otto (1475–1558) ⚭ Maria Güß von Güssenberg († 1572), 2. Ast (Mühlhausen)
1. Hans Jakob (1512–1543), Domherr in Speyer
2. Hans Georg (1515–1535)
3. Hans Christoph († 1537)
4. Hans Otto (* 1519), starb jung
5. Agnes ⚭ Balthasar von Gültlingen († 1563)
6. Hans Dietrich (1516–1566) ⚭ Magdalena Mundpratt von Spiegelberg († 1566)
  1. Hans Georg (1541–1561)
  2. Christine (* 1542) ⚭ Hans Rudolph von und zu Breitenlandenberg
  3. Hans Christoph (1544–1596) ⚭ Anna Maria von Ow († 1582), Margaretha von Jahrsdorf († 1591)
    1. Georg (1569–1584), Johanniter
    2. Otto (1570–1609), Johanniter
    3. Christoph (1571–1616), Dompropst in Augsburg
    4. Eberhard (1573–1591)
    5. Maria Magdalena (1575–1587)
    6. Maria Jakobe (1577–1616) ⚭ Christoph von Bayern
    7. Sebastian (*/† 1579)
    8. Johann (1590–1652/54) ⚭ Johanna von Hornstein zu Grüningen

  4. Johann Otto (1545–1598), Fürstbischof von Augsburg
  5. Maija (1547–1557)
  6. Hans Dieter (1548–1569)
  7. Hans Jakob (1553–1622) ⚭ Barbara von Breitenlandenburg
    1. Hans Dietrich (* 1578), schwachsinnig
    2. Hans Georg (* 1581), schwachsinnig
    3. Hans Wilhelm (1583–1621), Domherr in Augsburg und Eichstätt
    4. Hans Rudolph (1584–1637), Landkomtur des Deutschen Ordens in Österreich
    5. Eitel Dietrich (* 1586), Pfleger in Oberndorf
    6. Barbara ⚭ Ilsung von Kronenberg
    7. Maria Magdalena (1591–nach 1666) ⚭ Hans Ulrich von Lichtenstein
    8. Anna Sibylla von Gemmingen (1594–1665), 1629 Priorin in Urspring
    9. Karl (1580–1581)

  8. Anna Maria ⚭ Reinhard von Neuhausen
  9. Maria Jakobe (* 1563)
  10. Maria und Anna, jung verstorbene Töchter
  11. Hans Diepold (1554–1612) ⚭ Barbara von Venningen
    1. Georg Dietrich (1594–1644), Kanoniker in Eichstätt
    2. Anna Katharina ⚭ Christoph von Breitenlandenberg, Philipp Puplin von Jarsdorf
    3. Ursula (* 1588) ⚭ Philipp von Freiberg zu Eisenberg
    4. Walpurga († 1620) ⚭ Hans Georg Leonrodt von Trugenhofen
    5. Barbara († 1638) ⚭ Veit Ernst von Rechberg
    6. Maria Veronica ⚭ Jakob Trapp von Kronenberg
    7. Georg Diepold (1584–1624) ⚭ Anna Margaretha von Knöringen
      1. Julius Heinrich (1615–1671)
      2. Barbara Agnes (* 1617)
      3. Hans Christoph (* 1618)
        1. Johanna Maria Elisabeth ⚭ Franz Wilhelm von Razenried
        2. Otto Friedrich Wilhelm († 1697)

      4. Hans Otto (* 1619) ⚭ Katharina von Ow
      5. Wolf Wilhelm (1622–1668) ⚭ Anna Regina Hundbiß von Ratzenried († 1668)
        1. Hans Diepold (* 1646)
        2. Franz Wilhelm (* 1647)
        3. Johanna Adelheid (* 1649) ⚭ Johann Sigmund von Freyberg, Johann von Bodmann
        4. Anna Dorothea (1650–1694) ⚭ Joach von Siegenstein
        5. Wolf Ludwig (1652–1691) ⚭ Maria Juliana Fugger (1633–78), Felicitas Juliana von Kaltenthal (1655–1709)
          1. Josef Ludwig (1672–1679)
          2. Maria Felicitas (* 1679), starb jung
          3. Regina Juliana (* 1682) ⚭ Christoph Reichlin von Meldegg
          4. Sibylla Francisca (1684–1761) ⚭ Anton Valentin von Wellenstein
          5. Maria Rosina Henrika (* 1690) ⚭ Anton Ignaz von Bodmann
          6. Wolf Dietrich (1680–1738) ⚭ Maria Elisabetha Freiin von Freyberg († 1718), Maria Magdalena von Wiederholt (1686–1746), 1. Zweig
            1. Joseph Dietrich Wilhelm Anton (*/† 1709)
            2. Wolf Reinhard Joseph (1710–1760) ⚭ Josepha Maria Charlotte Reichlin von Meldegg (1715–1760), Österreichischer Zweig
              1. Franz Joseph (1742–1789) ⚭ Franziska von Schießer
                1. Joseph (* 1782) ⚭ Maria Anna Lempruch von Albrechtsberg
                  1. Rudolf (1804–1849)

              2. Ludwig Benedict (1746–1810) ⚭ Therese von Hausen († 1823)
              3. Christoph (1750–1811), Oberjägermeister in Salzburg

            3. Maria Anna Margaretha (1711–1771), Fürstäbtissin von Lindau
            4. Maria Franziska Elisabetha (*/† 1712)
            5. Franz Xaver Ludwig Christoph (1713–1714)
            6. Maria Theresia Margaretha (1715–1717)
            7. Maria Elisabetha Sibylla (*/† 1717)
            8. Marquard Anton (*/† 1718)

          7. Reinhard Ludwig (1681–1726) ⚭ Maria Josepha Franziska Antonia Keller von Schleitheim († 1726), 2. Zweig
            1. Karl Joseph (1715–1716)
            2. Maria Joseph (*/† 1716)
            3. Maria Joachim (*/† 1719)
            4. Maria Joseph Heinrich Dionysius (1714–1796) ⚭ Elisabeth von Behr (1716–1795)
              1. Charlotte (1738–1794) ⚭ Wolf Augustin Graf von Auersberg († 1821)
              2. Karl Joseph Ludwig (1736–1801) ⚭ Maria Theresia Gräfin von Unverzagt (1735–1791)
                1. Maria Anna (1770–1857) ⚭ Johann Nepomuk von Bugenberg († 1805), Wilhelm von Bohlen († 1812)
                2. Karl Dietrich (1767–1805) ⚭ Maria Antonia von Gemmingen-Steinegg († 1830)
                  1. Marianna (1796–1855) ⚭ August von Ritz
                  2. Therese (* 1803) ⚭ Casimir von Gravenreuth

                3. Julius (1774–1842) ⚭ Maria Anna von Gemmingen-Steinegg (1781–1858)
                  1. Hermann (1803–1861) ⚭ Elisabeth von Kurnatowska
                    1. Anna (1845–1864) ⚭ Wilhelm von Treskow
                    2. Julius Heinrich (1843–1903) ⚭ Margarethe Charlotte Freiin von Trotha († 1883), Johanna von Gersdorff
                      1. Elisabetha (* 1872), Äbtissin in Mosigkau

                  2. Joseph (1804–1873) ⚭ Friederike von Struve (1807–1890), 1. Unterzweig: Gernsbach
                    1. Julius (1838–1912) ⚭ St. Clair von Struve (1842–1863), Sophie Gräfin zu Castell-Rüdenhausen (1828–1881), Pauline von Prittwitz und Gaffron (1856–1943)
                      1. St. Clair (1863–1951)
                      2. Joseph (1866–1937)
                      3. Stephanie (1867–1939)
                      4. Margarethe (1889–1956) ⚭ Wilhelm Geyer (1882–1954)
                      5. Ilse (1891–1917)
                      6. Hans-Dieter (* 1895)

                    2. Mathilde (1841–1852)
                    3. Stephanie (1842–1918)
                    4. Anna (1851–1918)

                  3. Luise (1805–1878) ⚭ Kaspar Schlatter
                  4. Eduard (1807–1884) ⚭ Maria von Kleudgen (1809–1874)
                  5. Gustav Johann (1808–1895) ⚭ Juliane Freiin von Gienanth (1811–1890), 2. Unterzweig: Bessenbach
                    1. Oskar (1838–1918) ⚭ Karoline von Preuschen von und zu Liebenstein (1844–1924)
                      1. Emma (1866–1948)
                      2. Hans Dietrich (1869–1958) ⚭ Elisabeth Freiin von Rheinbaben (1880–1960)
                        1. Ingeborg (1901–1984) ⚭ Berthold von Reiswitz und Kaderzin (1891–1940)
                        2. Hertha (1906–1988) ⚭ Reinhard von Gemmingen-Hornberg (1901–1981) aus dem Stamm B, 3. Linie
                        3. Albrecht Dietrich (1909–1946) ⚭ Luise Freiin von der Recke (* 1918)
                          1. Dietlind (* 1940) ⚭ Wolfgang Radmann (* 1939)
                          2. Albrecht Viktor (* 1943) ⚭ Marie Anne Li Sik (* 1952)
                            1. Marc Dietrich (* 1975)
                            2. Frank Julius (* 1977)
                            3. Georg Moritz (* 1980)
                            4. Max Albrecht (* 1982)

                        4. Hans-Werner Pleikardt Kreuzwendedich (1916–1961) ⚭ Marta Goeters (* 1911)
                          1. Hans Helmut (* 1944) ⚭ Kate Freiin von Rotenhan (* 1951)
                            1. Hans Christian (* 1982) ⚭ Inga Beyer[1]
                            2. Wendt-Dieter (1985–2019)

                          2. Beatrix (* 1949)

                      3. Elisabeth (1872–1929) ⚭ Felix Graf von Stosch († 1930)

                    2. Emma (1838–1925) ⚭ Arthur von und zu der Tann-Rathsamhausen († 1907)
                    3. Mathilde (1848–1939) ⚭ Ludwig von Preuschen von und zu Liebenstein († 1887)

                  6. Sophie (1810–1888) ⚭ Georg von Massenbach (1799–1885)
                  7. Thekla (1813–1877) ⚭ Gottlieb Tucher von Simmelsdorf
                  8. Mathilde (1816–1894) ⚭ August Tholuck
                  9. Elise (* 1818) ⚭ Georg von Römer

### II. Linie (Gemmingen, Guttenberg)
Hans der Reiche (* um 1410; † 1490) ⚭ Katharina Landschad von Steinach, II. Linie (Gemmingen und Guttenberg)
1. Dieter († 1467) ⚭ Anna von Venningen
  1. Katharina († 1517) ⚭ Friedrich VI. von Dalberg (1459–1506)[2]
2. Hans († 1463)
3. Philipp (1504 Burgmann in Oppenheim)
4. Elisabeth ⚭ Lorenz von Erlach
5. Christina ⚭ Georg von Münchingen
6. Katharina
7. Pleikard (um 1440–1515) ⚭ Anna Cämmerer von Worms gen. von Dalberg (1458–1503)
  1. Gertrud († 1524) ⚭ Dieter von Handschuhsheim
  2. Anna († 1504) ⚭ Hans von Wolfskehl
  3. Pleikard, gefallen in Flandern
  4. Reinhard, gefallen in Flandern
  5. Hans († um 1549)
  6. Dietrich († 1526) ⚭ Ursula von Nippenburg
    1. Ursula († 1571) ⚭ Philipp von Bettendorff
    2. Margaretha († 1550) ⚭ Peter von Mentzingen
    3. Anna († 1562) ⚭ Christoph Landschad von Steinach
    4. Philipp der Weise (1518–1571) ⚭ Margaretha von Vellberg
      1. Amalia († 1549)
      2. Weyrich (1552–1574)[3]

  7. Georg († 1503)
  8. Philipp († 1544) ⚭ Agnes Marschall von Ostheim, blieb kinderlos
  9. Wolf (um 1479–1555) ⚭ Anna Marschalk von Ostheim (um 1500–1569)
    1. Hans Eitel (schwachsinnig)
    2. Dietrich (1526–1587) ⚭ Philippina von Schwartzenburg († 1554), Anna von Neipperg (1534–1581)
      1. Johann (1549–1599) ⚭ Anna Heidin von Hohenburg († 1601)
        1. Philipp Otto (* 1571) ⚭ Appolonia Mörnauerin von Lichtenwerth, Barbara Roth von Schreckenstein
          1. Anna Constantia
          2. Maria Magdalena

        2. Wolf Andreas (* 1581) ⚭ Kunigunde Elisabeth von Helmstatt
          1. Philipp Pleikard (1614–1634)
          2. Friedrich Christoph (1617–1634)
          3. Philipp Wilhelm (1621–1635)
          4. Magnus (1623–1684) ⚭ Katharina von Gemmingen
          5. Hans Rudolph (1626–1685)

        3. Dorothea Sabina (1597–1635) ⚭ W. Ch. Nothafft von Hohenberg

      2. Wolf Dietrich (1550–1595) ⚭ Maria von Gemmingen-Bürg († 1609)
        1. Dietrich (1584–1659), 4 Ehen, 1. Ast (Gemmingen-Fürfeld)
        2. Hans Wolf (1592–1638) ⚭ Anna Maria von Gemmingen-Bürg, Anna Elisabetha zu Eltz
        3. Wolf Dieter (1595–1645) ⚭ Regina Barbara von Crailsheim (1597–1635), Catharina von Grumbach (* 1613) 2. Ast (Bonfeld-Guttenberg)

      3. Eberhardt (1551–1612) ⚭ Maria von Angelloch
        1. Philipp Dietrich (1591–nach 1637) ⚭ Barbara von Mentzingen († 1617), Anna Katharina von Rüppurg
          1. Philipp Ludwig
          2. Pleikard
          3. Maria Eva († 1617), starb jung

      4. Rosina (1552–1587)
      5. Philipp Ludwig (* 1557, starb ledig)
      6. Anna Magdalena (* 1559) ⚭ G. Ch. von Venningen
      7. Sibylla (1560–1622)
      8. Maria (1561–1614)
      9. Anna Elisabetha (* 1562) ⚭ H. Gebhard von Zyllnhardt
      10. Hans Pleikard (1563–1597)
      11. Dorothea (1564–1597) ⚭ Raban von Liebenstein
      12. Ludwig (* 1565) ⚭ Sibylla von Zandt, Rosina von Gemmingen-Steinegg
        1. Hans Pleikard (1601–1635)

      13. Agathe (* 1566) ⚭ Kaspar von Stetten zu Kocherstetten
      14. Christoph (1567–1608) ⚭ Katharina von Ow († 1627)
        1. Ernst Dietrich († 1626)
        2. Georg Wilhelm († um 1630)
        3. Hans Bernhard († 1622)

      15. Philippa Jacobe (* 1569) ⚭ Ch. von Venningen
      16. Katharina (1570–1597) ⚭ Georg Jost von Fechenbach
      17. Johann Friedrich (1571–1588)

    3. Anna Maria ⚭ Hans Göler von Ravensburg
    4. Sibylla ⚭ Wolf Konrad Greck von Kochendorf
    5. Elisabeth ⚭ Eberhard von Flörsheim
    6. Maria Jakobe ⚭ Christoph von Gottsard
    7. Pleikard (1536–1594) ⚭ Elisabeth von Nippenburg († 1581), Anna Felicitas Landschad von Steinach
      1. Wolf Philipp (1564–1597) ⚭ Margaretha von Remchingen, Anna Maria von Gültlingen
      2. Anna Benedicta (1565–1571)
      3. Hans Dieter (* 1566) ⚭ Dorothea Agatha von Gemmingen-Bürg
      4. Sabina Katharina (* 1567) ⚭ Christoph von Kaltenthal
      5. Elisabeth (1572–1573)
      6. Pleikard (*/† 1573)
      7. Maria Salome (1575–1578)
      8. Friedrich (1587–1634) ⚭ Anna Sibylla Greck von Kochendorf
        1. Anna Benedicta († 1647) ⚭ Weiprecht von Gemmingen-Hornberg
        2. Sibylla Felicitas († 1654) ⚭ Achilles Christoph von Gemmingen-Bürg
        3. Wolf Friedrich (1612–1666) ⚭ Anna Praxidis von Mentzingen
          1. Anna Sibylla (1642–1681) ⚭ Johann Georg von Stoffeln

        4. Weirich (1622–1678), blieb ledig

      9. Hans Pleikard (*/† 1589)
      10. Anna Margaretha (*/† 1590)
      11. Reinhard (1591–1638) ⚭ Anna Agnes Greck von Kochendorf

#### 1. Ast (Gemmingen-Fürfeld)
Hauptartikel: Gemmingen-Fürfeld
Dietrich (1584–1659), 4 Ehen, 1. Ast (Gemmingen-Fürfeld)
1. Wolf Dietrich († 1615)
2. Hans Dietrich († 1634)
3. Wolf
4. Weipert Dieter
5. Eberhard Dieter
6. Sibylla Juliana (1649–1650)
7. Dietrich (1639–1686) ⚭ Helena Margaretha Capler von Oedheim
  1. Wolf Dieter (1665–1690), starb ledig
8. Johann Dieter (1642–1706) ⚭ Juliana Margaretha von Neipperg
  1. Eva Maria ⚭ Johann Reinhard von Gemmingen-Widdern, Karl Christian von Stettenberg
  2. Maria Veronica ⚭ Joh. Friedr. von Basold († 1732)
  3. Bernhardine Sophe ⚭ Ernst von Massenbach
  4. Hans Dietrich
  5. Juliane ⚭ Albrecht von Adelsheim
  6. Johann Adam (1686–1742) ⚭ Albertine Sophie von Zyllnhardt
9. Bernolf Dietrich (1644–1689) ⚭ Maria Magdalena von Adelsheim
  1. Katharina Susanna Margaretha ⚭ N. von Lichtenfels
  2. Maria Magdalena († 1726) ⚭ N. von Nagel
  3. Benigna Magdalena (* 1672) ⚭ N. von Bubenhofen
10. Pleikard Dietrich (1628/29–1695), 4 Ehen, 1. Zweig (Gemmingen)
  1. Marie Julie (* 1685) ⚭ Gottfried von Burloe
  2. Maria Philippina (1686–1717) ⚭ Johann Christian von Berlichingen
  3. Pleikard Dietrich (1689–1757) ⚭ Christine Dorothea Göler von Ravensburg
    1. Wilhelm Reinhard (1716–1762)
    2. Christ. Salome (1717–1781) ⚭ 1755 Joh. Fried. von Berlichingen
    3. Fried. Helene (1719–1754) ⚭ 1737 Joh. Fried. von Berlichingen
    4. Albertine Charlotte (1721–1784)
    5. Wilhelmine Juliane (1726–1804) ⚭ Hans Reinhard von Gemmingen-Widdern
    6. Eberhardine Johanna (1731–1755) ⚭ Sigmund von Gemmingen-Hornberg
    7. Friedrich Jakob (1712–1750) ⚭ Clara Friederike Greck von Kochendorf († 1777)
      1. Dorothea Friederike (± 1739) ⚭ Carl Siegmund von Zigesar
      2. Regine Albertine (1740–1799) ⚭ Ludwig von Gemmingen-Hornberg
      3. Charlotte Wilhelmine (* 1744) ⚭ Johann Casimir von Gemmingen-Bürg
      4. Maria Benedicta (1749–1794) ⚭ Friedrich Carl von Berlichingen

  4. Franz Reinhard (1692–1751) ⚭ Sophie Helene von Pretlack (1701–1781)
    1. Johann Friedrich (1719–1792)
    2. Ludwig Reinhard (1721–1740)
    3. Alexander (1722–1744)
    4. Karl Rudolph (1737–1784)
    5. Marie Christine Franziska (* 1723) ⚭ G. W. von Maldis, J. C. von Stalburg
    6. Friederike Amalie (1727–1789)
    7. Charlotte Wilhelmine Johanne (1731–1761) ⚭ Fr. von Geusau
    8. Christine Sophie (1735–1789) ⚭ Eberhard August von Gemmingen-Hornberg
    9. Ludwig Reinhard
    10. August Wilhelm (1738–1795) ⚭ Philippine Margaretha von Holtz (1728–1784), Charlotta Franziska von Gemmingen-Guttenberg (1770–1814)
      1. August Karl Franz Johann (1792–1870) ⚭ Amalia von Gemmingen-Hornberg (1801–1865)
        1. Ernst Wilhelm August (1821–1843)
        2. Wilhelm Pleikard Ludwig (1823–1903) ⚭ Marie von Grävenitz (1837–1873)
          1. Maria Luise (1862–1949) ⚭ Adolf Marschall von Bieberstein (1842–1912)
          2. Friedrich Pleikardt August Ludwig (1863–1934) ⚭ Raina Miltscheff geb. Geroff (1876–1955)

        3. Amalie Luise Auguste (* 1826) ⚭ Albert Graf von Hennin

      2. Ludwig Friedrich Wilhelm (1794–1858) ⚭ Josepha von Lassolaye (1795–1824), Emma von Gemmingen-Guttenberg (1804–1865)
        1. Anna Josepha (1818–1890) ⚭ Christoph Heinrich Freiherr Seutter von Lötzen (1801–1859)
        2. Otto (1823–1890) ⚭ Sarah Stewart of Ardvorlick (1829–1910)
          1. Ellen (Helena) (1853–1918) ⚭ Hermann von Hoevel († 1910)
          2. Wilhelm Johann (1855–1864)
          3. Hermann Georg Franz (1857–1919) ⚭ Elisabeth Freiin von Waechter (1864–1937, gesch. 1905), Lisa Redlich von Redensbruck (1879–1935)
            1. Beatrix (Trixy) (1888–1968) ⚭ Albert Küffer von Asmannsvilla (1881–1934)
            2. Ernst Otto Wilhelm Rudolf (1890–1970) ⚭ Camilla Jordis von Lohausen (1893–1950, gesch. 1933), Henriette Hessel (* 1895, gesch. 1937), Ruth Bischoff (* 1913)
              1. Natalie Eleonore (1915–1986) ⚭ Walter Husserl (* 1910)
              2. Hans Erich Hubert (* 1916) ⚭ Maria Stephan (1910–1974, gesch. 1973), Olga Giacometto del Real (* 1925)
              3. Yvette (1918–1978) ⚭ Wilhelm Anton Oerley (* 1903)

            3. Otto Erich Pleickardt Philipp (1893–1929) ⚭ Blanche Klement von Treldewehr (1892–1966)
              1. Wolf Eberhard (1916–1943)

          4. Otto Franz Joseph (1858–1876)
          5. Mary (Maria Josephine) (1860–1926)
          6. Isabella (1862–1870)
          7. Reinhard Erich (1866–1932) ⚭ Emma Gräfin von Sizzo-Noris (1871–1947)
            1. Wilhelm (1893–1925)
            2. Hermann Heinrich (1895–1967)

          8. Emma (1868–1940) ⚭ Alfred Scholl († 1925)

        3. Wilhelm Dietrich (1827–1903)
        4. Karl Reinhard (1828–1858)
        5. Eduard Eberhard (1829–1871)
        6. August (1830–1892)
        7. Hermann (1833–1847)
11. Otto Dietrich (1647–1695) ⚭ Anna Rosina von Ellrichshausen (1638–1676), Marie Magdalene von Neipperg (1653–1693), 2. Zweig, Guttenberg und Fürfeld
  1. Burkard Dietrich (1679–1702), gefallen in der Schlacht bei Friedlingen
  2. Sophia (1684–1691)
  3. Friedrich Dietrich (*/† 1689)
  4. Johann Dietrich (1676–1757) ⚭ Christine Juliane Hofer von Lobenstein (1675–1718), Rosine Juliane Greck von Kochendorf (1679–1762)
    1. Christina Karoline (*/† 1699)
    2. Philipp Friedrich (1700–1751) ⚭ Leopoldine Ernestine Zobel von Giebelstadt
      1. Johann Dietrich (1738–1770) ⚭ Friederike Karoline Juliane Lösch von Müllenheim
      2. Johanna Sophia Amalia (1739–1821) ⚭ Johann Nepomuk von Yrsch
      3. Gottlieb Friedrich (*/† 1741)

    3. Juliana Sophia (1701–1707)
    4. Helena Maria Christina (1705–1737) ⚭ Philipp Adam von Gemmingen-Widdern
    5. Dorothea Friederike (1711–1724)
    6. Johann Dietrich (1713–1716)
    7. Burkhard Dietrich (1703–1749) ⚭ Charlotte Katharina Senft von Sulburg (1704–1749)
      1. Johann Philipp Dietrich (1729–1785) ⚭ Eleonora Charlotte von Zyllnhart (1742–1783), 1. Unterzweig Fürfeld
        1. Karl Friedrich Philipp Dietrich (1767–1833) ⚭ Helena Friederika Arentz, 1. (niederländisches) Haus
          1. Karl Friedrich Philipp Dietrich (1789–1849) ⚭ Maria Christina Scheurmann (1784–1861)
            1. Friedrich Wilhelm Carl Dietrich (1821–1890) ⚭ Botje Buisman (1816–1903), Theodora Jacoba van Ferneij (1813–1895)
              1. Friedrich Wilhelm Carl Dietrich (1852–1923) ⚭ Jacoba Frederika van Berg (1848–1923)
                1. Franz Wilhelm (1877–1941) ⚭ Aletta Gerarda van den Berg (1875–1966), Anna Suidgeest (* 1875)
                  1. Jacoba Frederica (* 1902) ⚭ Carel Groenevelt (gesch. 1936), Willem Belgraver

                2. Jan Josua (1878–1948) ⚭ Alina Wilhelmina Hakkert (1883–1943)
                  1. Maria Elisabeth (* 1915)

                3. Friedrich Wilhelm (1885–1943)

        2. Maximilian Rudolph Dietrich (1768–1829) ⚭ Anna Henriette Strauß (1776–1818), 2. (deutsches) Haus
          1. Heinrich (1797–1850) ⚭ Christina Philippina Stecher (1790–1829), Susanna Stecher (1803–1840), Pauline Geßler (1819–1887)
            1. Elisabetha Henriette Katharina Christine (1827–1894) ⚭ Otto Geßler (1821–1866)
            2. Amalie Bertha (* 1831) ⚭ G. Schlegel
            3. Ernst Theodor Hermann (* 1834) ⚭ Fanny Graßegg von Grünbühl (* 1831)
              1. Adelheid (* 1863)
              2. Natalie (* 1864)

            4. Philipp Ferdinand Leopold (* 1837) ⚭ Luise Haag (* 1831)
              1. Sophie Anna (* 1865)
              2. Max Reinhard (* 1868)
              3. Emma (* 1870)
              4. Friedrich Wilhelm (* 1871)

            5. Emil (* 1841) ⚭ Lisette Mayer (* 1846)
              1. Eugenie (* 1869)
              2. Hedwig (* 1870)

            6. Pauline (* 1843) ⚭ H. Mayer (1839–1886)
            7. Hedwig (1844–1877) ⚭ C. Spahr (* 1838)
            8. Rudolf Albert (1846–1917) ⚭ Katharina Friederike Julie Strecker (1860–1929)
              1. Rudolf (1882–1906)
              2. Emil Otto (1880–1945) ⚭ Hannah Reichardt (1883–1945)
                1. Hannah Elisabeth Katharina Hedwig (* 1912) ⚭ Heinrich August Breitenbach (1910–1945)
                2. Ursula Paula Sophie (* 1916)
                3. Georg Rudolf Hans Dieter (* 1918) ⚭ Irmgard Thieme (* 1926)
                  1. Stephan Rudolph (* 1954) ⚭ Barbara Mac Farlane
                  2. Martin Carl (* 1960) ⚭ Dianna Hoben
                  3. Peter Erich (* 1962) ⚭ Angela Ferkl (* 1960)
                    1. Amanda Christa († 1990)

                  4. Christine Monika (* 1968)

              3. Hedwig (1891–1962) ⚭ Arthur Voß (1882–1940)

          2. Friedrich Wilhelm (1798–1867) ⚭ Henriette Friederike Wilhelmine von Gemmingen (1806–1870)
            1. Karl Eduard Rudolph (1828–?)
            2. Karl Heinrich Wilhelm Ludwig (1831–1894) ⚭ Lisette Blank
            3. Karoline Luise Wilhelmine Emilie (* 1833) ⚭ Carl Wilhelm Friedrich Ludwig Stocker (1832–1900)
            4. Aurora (1838–1846)
            5. Pleikard Dietrich Julius (1843–1858)

          3. Friederike Henriette (1800–1876) ⚭ A. Muff
          4. Karl Reinhard (1803–1826)
          5. Karl Friedrich Wilhelm (1809–1886) ⚭ Karoline Mast (1805–1893)
            1. Ludwig Friedrich Wilhelm (1834–1871)
            2. Franziska Wilhelmine Karoline (* 1835) ⚭ Ernst Stump
            3. Wilhelmine Karoline Elisabeth (* 1838)

        3. Heinrich Otto (1771–1831) ⚭ Katharina Friederika Elisabetha Strauß (1777–1824), 3. (amerikanisches) Haus
          1. Rudolph Friedrich August (1799–1871) ⚭ Barbara Müller (1807–1894)
          2. Sophie Elisabethe Friederike (1803–1879) ⚭ Friedrich von Lang (1793–1845)
          3. Henriette Friederike Wilhelmine (* 1806) ⚭ Friedrich Wilhelm von Gemmingen zu Fürfeld
          4. Emilie (1808–1871) ⚭ J. M. Stocker (1801–1856)
            1. Carl Wilhelm Friedrich Ludwig Stocker (1832–1900)

          5. Friederike Henriette Therese (1810–1888) ⚭ J. Stocker (1802–1884)
          6. Bertha Karoline (* 1821) ⚭ Julius Lang (1811–1882)
          7. Otto (1811–1886) ⚭ Bertha Huber (1822–1889)
            1. Eberhard Otto Julius Karl Gottlieb Adolph (1842–1872)
            2. Emma (1843–1916) ⚭ Karl Huttenloch (1872), Theodor Freiherr von Tessin († 1896)
            3. Eugen Karl Ludwig Otto Anton (1846–1923) ⚭ Aline Schröter (1849–1922, geschieden 1879), Wilhelmine Drießlein (1845–1915)
              1. Martha (1871–1938) ⚭ Wilhelm Kampff († 1900)
              2. Hans Ulrich Pleikardt (1873–1955) ⚭ Martha Schubert (1881–1979)
                1. Alma Johanna (1900–1961) ⚭ William Elmer Maas (1899–1960)
                2. Erwin Gustav Otto (1902–1958) ⚭ Esther Burke (* 1903)
                  1. Martha Jane (* 1929) ⚭ Timoteo Marcellan (* 1925), Joseph William Rogers (* 1934), Robert J. Moon (* 1934)
                  2. James Erwin Gustav (1931–1982) ⚭ Marie Dolores French (* 1944)
                    1. Viktor Lee (* 1969)
                    2. Mitchell James (* 1970)

                  3. George Robert (* 1934) ⚭ Marcia Ahearn (* 1934)
                    1. David Todd (* 1961)
                    2. Renée Christine (* 1962) ⚭ Jeffrey Penlo
                    3. Gina Maria (* 1964) ⚭ Lindsay T. Kough
                    4. Petra Ann (* 1965)
                    5. Dana Ahearn (* 1970)

                3. Ella (1902–1922)
                4. Martha Wilhelmine (1907–1983) ⚭ Elmer Orine Hagestad (* 1905, gesch. 1955)
                5. Hilda Aline (* 1910) ⚭ Rudolf Schulz (* 1910)
                6. Irma Emma Emilie (* 1913) ⚭ Edwin Schlade (1912–1970), Leslie Sachow
                7. Leona Anna Augusta (1916–1957) ⚭ Jack T. Hulting (* 1915)
                8. Aline Bertha Anna (* 1925) ⚭ Willis Gramith (* 1921)
                9. Helena Pauline (* 1928) ⚭ Donald Alfred Wales (* 1922)

              3. Emma Emilie Lisette (*/† 1874)
              4. Eugen Otto Eberhard (1877–1955) ⚭ Wilhelmine Kirchgäßner (1886–1963)
                1. Helene Wilhelmine (1909–1956) ⚭ Fritz Pegel (1905–1958)
                2. Aline Lisette (* 1910)
                3. Pauline-Margarete (* 1911), ⚭ Matthias Schneider (1916–1942), Herbert Bludau (* 1906, annulliert 1958)

            4. Helene Wilhelmine Luise Emilie Karoline (1858–1914)
            5. Hugo Heinrich Wilhelm Karl August Gottfried (1860–1932)
            6. Otto August Gottfried Heinrich Dietrich (1863–1941) ⚭ Wilhelmine Horst (1861–1955)
              1. Bertha Johanna Elisabeth (1889–1957) ⚭ Heinrich Raisch (1888–1952)
              2. Otto Heinrich Dietrich (1890–1958) ⚭ Ella Burmester (1894–1967)
                1. Lavonne Edris (* 1918) ⚭ Herbert C. Kriesel (* 1915)
                2. Lois Jean Alice (* 1924) ⚭ Robert French Roberts (* 1923)

              3. Helena Wilhelmine Emma (*/† 1892)
              4. Eugene (1900–1957) ⚭ Ida Boettcher (* 1896)
                1. Murlyne Eugene (1919–1972) ⚭ Oakley Taylor (* 1922)
                  1. Patrick Eugene (* 1942) ⚭ Fay Laurie (* 1946)
                    1. Scott Eugene (* 1969)
                    2. Tamara Lee (* 1974)

                  2. Janene Kuuipo (* 1951) ⚭ Robert-Lloyd Ray (* 1949)

                2. Christina May (* 1920) ⚭ Christopher William Rogge (1906–1981)
                3. Harold Wilhelm (* 1923) ⚭ Gloria Wilson (* 1924), De Lories Mildred Coberly (* 1935)
                  1. Brett (* 1960)
                  2. Paula Louise (* 1962)
                  3. Chris (* 1963)
                  4. Heidi (* 1966) ⚭ Steven Wayne Frost

              5. Martha Maria Magdalena (1901–1973) ⚭ Luther Loesch (* 1900)

        4. Wilhelm Friedrich (1778–1779)

      2. Johanna (*/† 1730)
      3. Burkhard Dietrich (1732–1757)
      4. Christina Amalia (* 1733) ⚭ Wilhelm Ludwig von Gemmingen-Babstadt
      5. Benedikta Charlotte (1735–1750)
      6. Augusta Maria (*/† 1738)
      7. Rosine Friederike (*/† 1741)
      8. Johann Dietrich (1744–1805) ⚭ Friederike von Bönninghausen (1744–1806), 2. Unterzweig (Stuttgart)
        1. Luise (1769–1798) ⚭ Ernst von Görlitz
        2. Charlotte Franziska (1770–1814) ⚭ August Wilhelm von Gemmingen-Gemmingen
        3. Karl Ludwig Dietrich (1772–1825) ⚭ Henriette von Berlichingen (1780–1862)
          1. Luise Charlotte Mathilde (1803–1881) ⚭ N. v. Klingstroem
          2. Franziska Dorothea (1812–1819)
          3. Karl (1804–1885) ⚭ Beatrix von Fahnenberg (1812–1898)
            1. Karl Ludwig Dietrich (1836–1837)
            2. Alexander Franz Dietrich (1838–1913) ⚭ Hedwig von Degenfeld-Neuhaus (1845–1903)
              1. Beatrix Auguste (1871–1957) ⚭ Hans von Rantzau (1860–1930)
              2. Karl Alfred (1877–1962)
              3. Dietrich Alfred (1879–1955)

            3. Elise Henriette (1841–1844)
            4. Wilhelm (1842–1843)
            5. Henriette Sophie Amalie (* 1845) ⚭ Albert von Üxküll-Gyllenband
            6. Alfred Karl Franz (1848–1868)

          4. Franz Karl Wilhelm Dietrich (1809–1882) ⚭ Amalie von Hallberg-Broich (gesch. 1839)

        4. Jeanette Albertine Auguste (1774–1803)
        5. Karl Ludwig Franz Dietrich (1776–1854) ⚭ Caroline Franziska von Stetten-Buchenbach (1791–1856)
          1. Mathilde Amalie Charlotte Luise (1811–1892) ⚭ Hellmuth von Plessen (1806–1855)
          2. Friedrich Julius Karl Ludwig (1812–1836)
          3. Juliane Friederike Luise Charlotte (1814–1847)
          4. Ernst Franz Karl (1816–1876) ⚭ Pauline von der Osten (1830–1915)
            1. Nathalie (1855–1936)
            2. Rudolph Franz Karl (1856–1871)
            3. Reinhard Karl Wilhelm (1859–1909) ⚭ Hildegard Capler von Oedheim (1867–1905)
              1. Wilhelm Wolf Dietrich (1899–1975) ⚭ Marga Dübbers (1898–1962)

            4. Johanna (1867–1925)
            5. Max Karl Friedrich (1868–1949) ⚭ Gertrud Capler von Oedheim (1872–1962)
              1. Wolf Dietrich (1902–1929)
              2. Sigmund Ernst Heinrich (* 1913) ⚭ Gerda Maria Soika (* 1921)
                1. Ulrich Heinrich Hans (* 1948) ⚭ Isabel Bauer (* 1957)
                  1. Dietlind (* 1979)

                2. Ulrike Gertrud Brigitte Annelies (* 1949) ⚭ Jürgen Höflich (* 1948, gesch. 1982)
                3. Susanne Gabriele Eva Elisabeth (* 1954) ⚭ Mirsad Taslaman (* 1950)

#### 2. Ast (Bonfeld-Guttenberg)
Wolf Dieter (1595–1645) ⚭ Regina Barbara von Crailsheim (1597–1635), Catharina von Grumbach (* 1613) 2. Ast (Bonfeld)
1. Wolf Friedrich (1644–1690) ⚭ Eva Maria Göler von Ravensburg (1639–1691)
  1. Katharina Sophie (1668–1671)
  2. Friedrich Kraft (*/† 1669)
  3. Sophia Florine (1672–1720) ⚭ J. L. von Stetten
  4. Johann Dietrich (1673–1674)
  5. Juliana Marie (*/† 1676)
  6. Clara Juliana (1678–1755) ⚭ Franz von Vorburg
  7. Friedrich Christoph (1670–1702) ⚭ Benedikta Helena von Gemmingen (1674–1746)
    1. Friedrich Casimir (1694–1744) ⚭ Eleonore von Woellwarth (1718–1783), 1. Zweig (Bonfeld Oberschloss)
      1. Henriette Sophia (* 1740) ⚭ Frh. von Fleckenbühl gen. Bürgel
      2. Karoline Benedicta (1741–1806), Stiftsdame in Bassum
      3. Karl Friedrich Reinhard (1739–1822) ⚭ Philippine Magdalene von Woellwarth (1750–1825)
        1. Karl Philipp (1771–1831) ⚭ I Sophie von Degenfeld (1767–1802); II Eberhardine von Degenfeld (1777–1847)
          1. I: Sophie Philippine Benedikta (* 1800) ⚭ Benjamin Franz von Tessin
          2. II: Emma Caroline Sebastiana (1804–1858) ⚭ Wilhelm Ludwig von Gemmingen-Gemmingen
          3. Auguste Laura Luise (1809–1893) ⚭ Johannes von Hardenberg
          4. Karl Weiprecht Reinhard (1797–1882) ⚭ Emma von Uttenhofen, Hippolythe von Zeppelin (1831–1882)
            1. Reinhard Karl Traugott (1833–1835)
            2. Bernhard (1837–1871)
            3. Otto (1838–1892)
            4. Sophie (1839–1907) ⚭ Karl Freiherr von Racknitz zu Heinsheim
            5. Dietrich (1840–1881) ⚭ Johanna von Kiderlen-Waechter (1854–1943)
            6. Wilhelm August (1843–1887) ⚭ Hildegard Freiin von Holtz (1855–1932)
            7. Fanny Pauline (1845–1924) ⚭ Edzard Graf zu Innhausen und Knyphausen (1835–1887)
            8. Hyppolyt (1856–1924) ⚭ Josefa Teixeira de Vasconcellos (1857–1943)

          5. Eduard Friedrich Ludwig (1807–1846) ⚭ Luise von Gemmingen-Hornberg (1812–1849)
            1. Adolph Georg Reinhard (1843–1847)
            2. Karl Friedrich Reinhard (1845–1846)
            3. Karl Sigmund Raimund (1838–1880) ⚭ Helene von Gemmingen-Hornberg (1840–1905)
            4. Sigmund Gustav Adolf (1839–1918) ⚭ Anna von Edelsheim (1852–1926)
              1. Marie Luise (1877–1945) ⚭ Edgar Freiherr von Rotberg († 1932)
              2. Hans Wilhelm Eduard (1878–1940)
              3. Luise Marie (1880–1955) ⚭ Wilhelm von Saint-André (1873–1916)

        2. Charlotte (1777–1843) ⚭ Eberhard von Stetten
        3. Henriette Philippine (* 1774) ⚭ N. von Schirnding, N. von Drechsel
        4. Sebastiane ⚭ Ferdinand von Degenfeld

    2. Reinhard (1698–1773) ⚭ Maria Magdalena von Bärenfels (1708–1780), 2. Zweig (Bonfeld Unterschloss)
      1. Karl Friedrich August Reinhard (1749–1752)
      2. Benedicta Elisabetha (1751–1778) ⚭ Karl von Geusau, badischer Kammerherr
      3. Auguste Friederike (1753–1818) ⚭ Jürg von Ahlefeld zu Saxdorf, dänischer Kammerherr
      4. Ludwig Eberhard (1750–1841) ⚭ Luise Auguste von Saint-André (1752–1815)
        1. Charlotte Maria (1776–1837) ⚭ August von Üxküll-Gyllenband
        2. Ludwig Reinhard (1777–1852), Oberhofmeister in Stuttgart
        3. Karl Friedrich (1779–1871) ⚭ Juliane von Saint-André (1782–1856), 1. Haus (Guttenberg)
          1. Luise Charlotte (* 1814) ⚭ Friedrich Schott von Schottenstein
          2. Gustav Ludwig Ernst (1812–1868) ⚭ Karoline Cotta von Cottendorf (1827–1891)
            1. Anna (1850–1927) ⚭ Karl Freiherr von Hauch († 1887)
            2. Klara (1854–1938)
            3. Luise (1856–1948) ⚭ Theodor Freiherr von Crailsheim († 1883)
            4. Sophie (1860–1881) ⚭ Vollrath von der Lühe
            5. Eberhard Karl Georg (1862–1946) ⚭ Julie Freiin von Crailsheim (1869–1955)
              1. Martha Sophie (1895–1976)
              2. Gustav (1897–1973) ⚭ Thekla von Polenz (1906–1994)
                1. Christoph (1930–1999) ⚭ Gabriele Freiin von Lersner (* 1935)
                  1. Bernolph Markus Eberhard (* 1963) ⚭ Silke Cornelia Twelmeier (* 1966)
                    1. Clara Elisabeth (* 1998)
                    2. Julius Christoph (* 1999)
                    3. Gustav Wilhelm (* 2001)

                  2. Gottfried (* 1965)
                    1. Konstantin (* 1997)
                    2. Hannah (* 1999)
                    3. Pauline (* 2001)

                  3. Juliane (* 1966)
                  4. Ehrengard (* 1969)
                  5. Hans-Dietrich Gustav (* 1973) ⚭ Anemon Freiin zu Aufseß (* 1971)

                2. Friedegard (* 1932) ⚭ Günther Kahle (* 1917)
                3. Irmtraud (* 1934) ⚭ Eberhard von Gaisberg-Schöckingen (* 1934)
                4. Rita (* 1937) ⚭ Enno Boettcher (* 1937)

            6. Maria (1867–1950) ⚭ Hans-Ulrich Freiherr von Gaisberg-Helfenberg (1863–1906)
            7. Elisa (1867–1952) ⚭ Otto Freiherr von Hügel (1860–1924)

        4. Philipp Albrecht (1782–1852) ⚭ Emilie von Rauch (1795–1821), Karoline von Lützow (1792–1853), 2. Haus (Bonfeld und Dammhof)
          1. Moriz (1817–1883) ⚭ Helene von Rauch (1834–1908)
            1. Charlotte (1860–1948) ⚭ Ernst Bunge (1846–1933)
            2. Ernst Karl Friedrich (1863–1939) ⚭ Anna Maria Zöbisch (1873–1958)
              1. Helene Mathilde (1902–1977) ⚭ Manfred von Rohrscheidt (1892–1935), Hans Ludwig von Rotberg (* 1899)
              2. Agnes (1905–1981) ⚭ Fritz Schwend (* 1906), Konrad Caesar (1914–1988)
              3. Reinhard (1908–2001) ⚭ Marie Elisabeth Haushofer (1907–1990)
                1. Margarethe Regine (* 1937) ⚭ Klaus Weber-Diefenbach (* 1941, gesch. 1979)
                  1. Sandro Andreas (* 1960), 1979 von den Großeltern adoptiert, trägt den Namen Frhr. von Gemmingen-Guttenberg

                2. Gloria (* 1940)
                3. Michael (1945–1976) ⚭ Marlies Breypohl (* 1942)
                  1. Anna Maria (* 1975)

            3. Mathilde (1864–1940) ⚭ Gustav Freiherr von Starkloff († 1918)
            4. Rosa (1867–1958) ⚭ Georg Born (1848–1920)

          2. Ernst Ludwig (1818–1880) ⚭ Julie Freiin Schaffalitzky von Mukadel (1828–1897)
            1. Emilia (1858–1937) ⚭ Johann von Ahlefeldt († 1915)
            2. Philipp Karl Friedrich (1860–1907)
            3. Luise (1862–1929)
            4. Ludwig Hermann (1863–1917) ⚭ Margaret von Buch (1876–1967)
              1. Margaret Luise (* 1906) ⚭ Helmuth von Bülow (1899–1965)
              2. Philipp Ludwig (* 1910) ⚭ Olga-Marie von Saint-André (1916–1990)
              3. Christa Hilda (* 1913) ⚭ Werner Sudau (* 1911)
                1. Horst Dieter (* 1943, 1986 von Philipp Ludwig und Olga-Marie adoptiert)
                  1. Barnim (* 1982)

          3. Louise (* 1821) ⚭ Karl von Waechter-Spittler
          4. Wilhelm Karl Friedrich (1827–1920) ⚭ Eugenie Gräfin von Zeppelin (1836–1911), 3. Haus (Stuttgart)
            1. Karl Moritz Friedrich (1861–1953) ⚭ Hermine von Landbeck (1865–1931), Helene Buchhold (1882–1963)
              1. Hans Dietrich (1890–1965) ⚭ Gertrud Mundorff (1890–1979, gesch. 1934), Hertha Klein (1905–1988)
                1. Sigrid Gisela (* 1924) ⚭ Athanas Gaydow (* 1920)

              2. Joachim Eberhard (1893–1967) ⚭ Marianne von Palm (1889–1977, gesch. 1930), Johanne Petershagen (1901–2001)
                1. Arndt Wilhelm Ernst (1915–1941) ⚭ Magdalena Huber (1914–1987)
                2. Klara Maria (* 1916)
                3. Volker (1918–1928)
                4. Sigrun Helene (* 1920) ⚭ Helmut Beck (* 1919)
                5. Kristin (* 1938) ⚭ Werner Kleinmann (* 1937)

              3. Max Wilhelm Karl (1897–1916)

            2. Max Ferdinand Ludwig (1862–1924)
            3. Amalie (1865–1938)

          5. Karl (1830–1852)

        5. Luise Ernestina (1782–1834) ⚭ Ernst von Hügel (1774–1849)
        6. Juliana Wilhelmina (1785–1831)
        7. Elisabetha Sophia (1789–1859) ⚭ (I.) Johann Friedrich Cotta, ⚭ (II.) Ernst von Hügel

    3. Philipp (1702–1785) ⚭ Elisabeth Margaretha von Racknitz, 3. Zweig, Guttenberg, später von Bonfeld-Unterschloss besetzt: Ludwig Eberhard (1750–1841) und seine Erben
      1. Maria Elisabetha (*/† 1733)
      2. Friederika Dorothea (1735–1800), Stiftsdame in Oberstenfeld
      3. Christoph Dietrich (1736–1800) ⚭ Maria Lucretia von Massenbach
        1. Luise Christiane Sophie Elisabetha († 1834) ⚭ N. von Keßling, Pfarrer Gilmer (Erbe des Talheimer Besitzes)

      4. Philipp (1738–1800) ⚭ Friederike Christiane Florentine Voit von Salzburg
        1. eine jung gestorbene Tochter

      5. Eberhard Ludwig (1740–1741)
      6. Maria Sophia (1741–1742)
      7. Juliana Elisabetha (1742–1803)
      8. Friedrich Ludwig (1744–1766)
      9. Karl Reinhard (1747–1836) ⚭ (1796–1799) Gräfin Caroline Sabine von Platen-Hallermund (1777–1859)
        1. Karoline Marianne Friederike Luise (1799–1854) ⚭ Karl von Blittersdorf; Eugen von Zanthier

      10. Eberhard (1748–1751)

    4. Benedikta Augusta (1696–1759)
    5. Maria Anna Elisabetha (1700–1767) ⚭ Friedrich August von Hardenberg (1700–1768)

### III. Linie (Neckarzimmern, Bürg)
Eberhard († 1501) ⚭ Elisabeth von Höhenried († 1490), Magdalena von Adelsheim († 1516)
1. Götz (um 1494–1547)
2. Margaretha († 1532) ⚭ Eberhard Horneck von Hornberg
3. Eberhard (um 1500–1572) ⚭ Barbara von Wolfskehlen (1501–1545), Helena von Schellenberg († 1577)
  1. Pleikard († 1547)
  2. Magdalena († 1543) ⚭ Ludwig Wolf von Flehingen
  3. Anna († 1558) ⚭ Wolf Wambold von Umbstadt († 1578)[4]
  4. Reinhard (jung gestorben)
  5. Schweikard († 1568)
  6. Hans Philipp (jung gestorben)
  7. Walter (jung gestorben)
  8. Getraud († 1548)
  9. Elisabeth († 1590) ⚭ Philipp von Liebenstein
  10. Eberhard (1527–1583) ⚭ Maria Greck von Kochendorf, 1. Ast (Bürg)
  11. Hans Walther († 1591) ⚭ Agnes von Altdorf († 1593)
  12. Reinhard (1532–1598) ⚭ Helena von Massenbach (1534–1601)
    1. Anna Maria (1565–1618) ⚭ Georg Sigmund von Rosenberg
    2. Eberhard (1567–1611) ⚭ Anna Katharina von Rodenstein († 1611)
      1. Helena Katharina (1595–1626) ⚭ Bernhard von Mentzingen
      2. Agathe Sabine (1597–1641)
      3. Anna Magdalena (1600–1628) ⚭ Bernhard von Mentzingen
      4. Philipp (1601–1638) ⚭ Ursula Barbara von Warnstädt
        1. Eberhard (1628–1675), blieb unverheiratet

      5. Maria Christina (1602–1635) ⚭ Adam von Vesterberg
      6. Melchior Reinhard (1603–1635) ⚭ Elisabetha Katharina von Stockheim, keine Nachkommen
      7. Maria Margaretha (1605–1649) ⚭ Ph. L. von Seckendorff
      8. Hans Sigmund, keine Nachkommen

    3. Magdalena (* 1569) ⚭ Philipp von Neipperg
    4. Amalia (1571–1641) ⚭ Hans Philipp von Bettendorff zu Gauangelloch
    5. Hans Wilhelm (1573–1615) ⚭ Martha Zuckmantelin von Brumat (1582–1611), Anastasia von Degenfeld
      1. Maria Felicitas (1603–1671) ⚭ Bernhard von Neipperg, Christoph von Croneck, Johann Dietrich von Zyllnhardt
      2. Helena Elisabeth († 1645) ⚭ Georg Philipp von Helmstatt, Karl Friedrich von Helmstatt

    6. Reinhard der Gelehrte (1576–1635), 2. Ast (Neckarzimmern)

#### 1. Ast (Bürg)
Eberhard (1527–1583) ⚭ Maria Greck von Kochendorf
1. Hans Wolf († 1589)
2. Barbara († 1569)
3. Maria († 1609) ⚭ Wolf Dietrich von Gemmingen
4. Katharina ⚭ Wilhelm von Grumbach, Joachim von Dela
5. Dorothea Agatha ⚭ Hans Dieter von Gemmingen-Fürfeld
6. Helene ⚭ Hans Reinhard von Stetten zu Kocherstetten
7. Schweikard (1556–1617) ⚭ Maria von Backha († 1631)
8. Bernolph († 1609) ⚭ Anna von Grumbach († 1607)
  1. Bernolff (1588–1591)
  2. Helena Maria († 1592)
  3. Anna Rosina († 1596)
  4. Maria Salome ⚭ Georg Jost von Fechenbach
  5. Anna Dorothea ⚭ Hans Hartmuth von Hutten zum Stolzenberg
  6. Maria Magdalena ⚭ Ludwig Christoph von Neipperg
  7. Anna Maria (1598–1635) ⚭ Hans Wolf von Gemmingen-Guttenberg
  8. Hans Philipp († 1635) ⚭ Anna Margarethe von Ehrenberg
    1. Johann Philipp (*/† 1632)

  9. Eberhard (1583/84–1635), Amtmann zu Würzburg ⚭ Maria Agatha v. Venningen, Zweig Bürg-Presteneck
    1. Georg Schweikard (1611–1681) ⚭ Barbara Sibylla Senft von Sulburg († 1650), Marg. Magd. von Ellrichshausen
      1. Anna Maria (* 1634) ⚭ Johann Ulrich von Helmstatt
      2. Wolf Christoph (* 1637)
      3. Johann Heinrich († 1638)
      4. Johann Adam (*/† 1641)
      5. Eva Maria († 1642)
      6. Georg Christoph (* 1644)
      7. Eberhard Weirich (1645–1670)
      8. Albrecht Christoph (1647–1681)
      9. Albrecht Christoph (1648–1700) ⚭ Maria Juliana von Sternenfels (1651–1717), keine Nachkommen
      10. Maria Sibylla (*/† 1650)
      11. Clara Margaretha (1654–1655)

    2. Wolf Friedrich († 1615)
    3. Anna Agatha (1616–1618)
    4. Ernst Friedrich († 1622)
    5. Anna Rosina († 1622)
    6. Maria Juliana (1623–1631)
    7. Dorothea Sibylla († 1635)
    8. Gertrud Katharina († 1635)
    9. Bernolff († 1635)
    10. Achilles Christoph (1619–1676) ⚭ 1643 Benedikta Elisabetha Greck v. Kochendorf († 1648), ⚭ 1650 Sibulla Felicitas v. Gemmingen-Fürfeld († 1654), ⚭ 1655 Amalie v. Menzingen
      1. Juliane Christine (1646)
      2. Wolf Adam († 1647)
      3. Hans Gottlieb (vor 1649–1691) ⚭ Mara Magdalena von Kaltenthal, Maria Margaretha von Neuhausen
        1. Benedicta Luise ⚭ Friedrich von Bärenfels
        2. Maria Juliana ⚭ Franz Anton von Macaire
        3. Franz Ignaz (1681–1738) ⚭ Maria Helena von Gräroth

      4. Gerhard Friedrich († 1651)
      5. Augusta Juliana († 1659)
      6. Sophie Margaretha ⚭ Friedrich von Gemmingen-Maienfels
      7. Clara Sibylla ⚭ Johann Reinhard von Gemmingen-Widdern
      8. Maria Elisabeth ⚭ Ludwig von Weiler
      9. Johann Bernhard (1656–1723) ⚭ Maria Agatha von Bettendorff († 1733)
        1. Johanna Friederika (1696–1719) ⚭ Friedrich von Weiler zu Weiler
        2. Maria ⚭ Christoph von Weiler zu Lichtenberg
        3. Reinhard (1699–1726)
        4. Casimir (1697–1769) ⚭ Eberhardine Luise von Wallbronn (1701–1762)
          1. Johanna Eberhardine Maria (1731–1800), blieb ledig
          2. Ernestine Elisabeth (* 1732)
          3. Karoline Luise Friederike (1734–1797) ⚭ Friedrich Eberhard Teuffel von Birkensee
          4. Auguste Charlotte (1737–1789) ⚭ Karl August Wilhelm von Gemmingen-Maienfels
          5. Auguste Juliane (1738–1791)
          6. Sophie Wilhelmine (1739–1788)
          7. Johann Casimir (1740–1772) ⚭ Wilhelmine von Gemmingen-Gemmingen († 1791)
            1. Ludwig Eberhard (1771–1831) ⚭ Luise von Berlichingen
            2. Friedrich Carl Gustav Casimir (1770–1841) ⚭ Marianna Christiane Wilhelmine Gräfin von Zettwitz († 1851)

          8. Bernhard Friedrich Gustav (* 1741)

      10. Eberhard (1674–1741), Obervogt zu Balingen ⚭ Elisabetha Benedicta v. Gemmingen-Hochberg († 1717), ⚭ 1720 Friederike Katharina Justine v. Waldbronn
        1. Karl August (1716–1785) ⚭ Auguste Maria von Mizschefall († 1762)
          1. Maria Luise (1747–1821) ⚭ Karl Philipp von Dungern
          2. Auguste Charlotte († 1788)
          3. Friedrich Eugen († 1768)
          4. Karl Friedrich Reinhard (1743–1821), blieb ledig

        2. Johanna Eberhardine (1721–1802) ⚭ Joachim Heinrich Graf von Schwerin († 1746), N. von Bähr
        3. Eberhard Friedrich (1726–1791), blieb ledig

  10. Hans Conrad (um 1584–1632) ⚭ Ursula Katharina von Grumbach († 1607), Sibylla Maria von Helmstatt (1686–1663), Zweig Widdern-Maienfels
    1. Reinhard Friedrich (1617–1632)
    2. Philipp Conrad (*/† 1619)
    3. Philipp Christoph (1621–1660) ⚭ Maria Amalia Rüdt von Collenberg, keine Nachkommen
    4. Karl Dietrich († 1642), blieb ledig
    5. Maria Elisabeth (* 1623) ⚭ Wilhelm Heinrich von Adelsheim, Philipp von Adelsheim
    6. Hans Albrecht (1624–1685) ⚭ Anna Kunigunde Senfft von Sulburg (1629–1676)
      1. Helena Maria (1649–1703) ⚭ Johann Wolf von Berlichingen
      2. Benigna (* 1654) ⚭ Melchior von Vesterburg
      3. Albrecht (1655–1667)
      4. Philippa (* 1657)
      5. Maria Juliana (1658–1677)
      6. Sophia Amalia (1659–1739) ⚭ Friedrich Dietrich von Zyllnhardt
      7. Eberhard Wilhelm (1663–1697)
      8. Friedrich (* 1668) ⚭ Sophie Margarethe von Gemmingen
        1. Auguste Sophie (* 1704) ⚭ Johann Ernst von Berga zu Zwerenberg
        2. Maria Magdalena (* 1711) ⚭ Karl Fredrich von Clossen, Franz Albrecht von Wöllwarth
        3. Wolf Christoph (1696–1736) ⚭ Charlotte Wilhelmine Greck von Kochendorf
          1. Maria Sophia Luise (1732–1733)
          2. Friedrich Wolfgang Karl (1736–1738)

        4. Karl Wilhelm (1701–1763) ⚭ Ernestine Friederike von Pretlack
          1. Karl August Wilhelm (1740–1799) ⚭ Auguste Charlotte von Gemmingen († 1789)
            1. Karoline Luise ⚭ Eugen von Stetten

      9. Johann Reinhard (1648–1713) ⚭ Cara Sibylla von Gemmingen, Christine Agnes von Bettendorff, Eva Maria von Gemmingen-Gemmingen
        1. Maria Magdalena (1680–1736) ⚭ Wolf Greck von Kochendorf
        2. Maria Juliana (1690–1758)
        3. Clara Juliana (* 1699) ⚭ Christoph von Degenfeld
        4. Helene Sophia ⚭ Johann Albrecht Friedrich von Degenfeld, Hans Günther von Minnigerode
        5. Philipp Adam (1698–1761) ⚭ Helena Marie Christine von Gemmingen-Fürfeld († 1737)
          1. Johanna Christine (* 1725) ⚭ Friedrich von Degenfeld
          2. Maria Auguste Luise (1726–1755) ⚭ Christian Friedrich von Zyllnhardt
          3. Johann Reinhard Dieter (1727–1778) ⚭ Wilhelmine Juliane von Gemmingen-Gemmingen († 1804)
            1. Philipp Dietrich (1751–1807) ⚭ Auguste Charlotte von Degenfeld
              1. Johanna Wilhelmine Charlotte (* 1780)
              2. Juliana Christine Sophie (1781–1845), Stiftsdame in Oberstenfeld
              3. Friedrich Reinhard Dietrich (1783–1802)
              4. Eberhard Karl August (* 1785)
              5. Ferdinand Wilhelm Heinrich (* 1786)
              6. Auguste Benedicta Eleonore (1787–1788)
              7. Friederike Luise Philippine (1789–1795)
              8. Franziska Amalie Henriette (1790–1800)
              9. Ernestine Karoline Eberhardine (1793–1860), Stiftsdame in Oberstenfeld
              10. Marianne Leopoldine Regine (*/† 1795)
              11. Pleikard Philipp Ludwig (* 1797)
              12. Uriel (1802–1804)

            2. Christiane Juliane (1753–1823), Äbtissin in Pforzheim
            3. Wilhelmine Friederike (1754–1755)
            4. Friedrich Reinhard (1756–1768)
            5. Auguste Charlotte (1757–1816), Stiftsdame in Pforzheim
            6. Benedicte Friederike (1759–1827), Stiftsdame in Pforzheim
            7. Karl Sigmund (1761–1763)
            8. Wilhelm Heinrich (1762–1807) ⚭I Maria Wilhelmine von Mardefeld (* 1762), ⚭II Alexandrine Wilhelmine von Falkenhausen (1757–1793)
              1. Alexandrine Friederike Wilhelmine (1784–1858), Stiftsdame in Oberstenfeld
              2. Florentine Henriette Karoline (1792–1855) ⚭ Gottfried Christoph von Berlichingen

            9. Eberhard August (*/† 1766)

          4. Philipp Friedrich (1729–1730)
          5. Christine Friederika (1731–1745)
          6. Friedrich Christian (1732–1745)
          7. Charlotte Wilhelmine (* 1733) ⚭ N.N. von Crailsheim
          8. Philipp Christoph (*/† 1735)
          9. Maria Amalia Benedicta (1736–1794) ⚭ Ferdinand Tritscheler von Falkenstein
          10. Christoph Eberhard (*/† 1738)
          11. Christiane Marianne (1739–1745)
          12. Philipp Adam (1741–1742)
          13. Carl Wilhelm (1746–1747)

        6. Friedrich Ernst (1701–1709)
        7. Philippine (* 1705) ⚭ Wolf Capler von Oedheim
        8. Maria Auguste (1709–1766) ⚭ Friedrich Gottlieb von Gaisberg

#### 2. Ast (Neckarzimmern)
Reinhard der Gelehrte (1576–1635), Grundherr zu Hornberg u. Michelfeld ⚭ Anastasia von Helmstatt (1579–1614), Regina Blick von Rotenburg (1597–1620), Rosina Maria von Helmstatt († 1645)
1. Agnese Helena ⚭ Johann Conrad von Wallbronn
2. Hans Christoph († 1646) ⚭ Ludwika Anna Eva von Walderdorf († 1638), Brigitta Johanna von Feilitzsch
  1. Eva Katharina (1631–1647)
  2. Johann Reinhard (1632–1678) ⚭ Margaretha Barbara Erndlin von Burglauten
    1. Luise (* 1670), starb jung
    2. Maria (* 1672), starb jung
    3. Georg (* 1673), starb jung
    4. Hans Christoph (1677–1752), blieb ledig
3. Wolfgang (1610–1658) ⚭ Margaretha von Wallbrunn
  1. Anastasia Maria (1645–1662) ⚭ Hans Reinhard von Wallbrunn
  2. Maria Katharina (* 1651) ⚭ Georg Christoph Langwerth von Simmern
  3. Maria Sibylla (* 1655) ⚭ Ernst Vogt von Hunoltstein
  4. Helena Margaretha (1649–1650)
  5. Reinhard (*/† 1653)
4. Bernolph (* 1628)
5. Reinhard (* 1629)
6. Maria Margaretha (1631–1691) ⚭ O. P. Vogt von Hunoltstein
7. Johannes (*/† 1633)
8. Weiprecht (1608–1680), Grundherr zu Hornberg ⚭ Anna Bendikta von Gemmingen-Fürfeld (1614–1647), Catharina Freiin von Hohenfeld (1608–1665)
  1. Erpho (1641–1688) ⚭ Maria Rosamunde von Liebenstein
  2. Weiprecht (1642–1702) ⚭ Esther Katharina Gräfin von Geyersberg, Maria Dorothea von der Reck zu Horst, Ältere Linie Fränkisch-Crumbach
    1. Maria Benedicta, starb wohl jung
    2. Elisabetha Dorothea († 1726) ⚭ Christian Eberhard Kametzky von Elstibor
    3. Ernst Ludwig (1685–1743) ⚭ Dorothea Barbara von Utterodt († 1769)
      1. Luise Johanetta Charlotte (1721–1737)
      2. Amalie Elisabetha (1720–1731)
      3. Dorothea Sophie (1722–1755)
      4. Ludwig Eberhard (1719–1782), blieb unvermählt
      5. Hans Weiprecht (1723–1781) ⚭ Maria Charlotte Ernestine Schenk von Schmidberg
        1. Ludwig Weiprecht (1763–1769), starb jung an Blattern
        2. Johanna Christiana Luise Dorothea (* 1762) ⚭ Franz Karl Friedrich von Gemmingen-Hornberg (1747–1814)

  3. Uriel (1644–1707), Grundherr in Rappenau
    1. Eleonore Benedikta (1683–1717) ⚭ Eberhard von Gemmingen (1674–1741)
    2. Hans Adam (1689–1739), württembergischer Geheimrat und Kammerpräsident
    3. Charlotte Sophie (1695–1743) ⚭ Friedrich von Kniestädt
    4. Clara Augusta (1697–1729) ⚭ Heinrich von Röder
    5. Karl Ludwig (1700–1752) ⚭ Maria Charlotte Ernestine Schenk von Schmidberg
      1. Maria Sophia Ernestine Luise († 1748)
      2. Maria Charlotte Esther Ernestine (1749–1793)
      3. Karl Ernst Christian (1750–1752)

    6. Uriel (1707–1738), württembergischer Hauptmann

  4. Eberhard (1647–1648)
  5. Ludwig Friedrich (*/† 1650)
  6. Clara Anastasia (1651–1732) ⚭ Georg Friedrich von Schmidberg
  7. Reinhard (1645–1707), Grundherr zu Hornberg ⚭ Maria Elisabetha von Neipperg (1652–1722)
    1. Benedicta Helena (1674–1722) ⚭ Friedrich Christoph von Gemmingen-Guttenberg (1670–172)
    2. Auguste Sophie (1676–1723), Hofdame bei der Princess of Wales
    3. Reinhard (1677–1750) ⚭ Maria Magdalena Amalia von Künsperg zu Thurnau, Kochendorfer Burglehen
      1. Reinhard (1710–1775) ⚭ Sophia Friederica vom Stein (1715–1776)
        1. Reinhard (1744–72), Benediktiner in Fulda
        2. Franz Karl Friedrich (1747–1814) ⚭ Sophie Juliane Eleonora von Helmstatt († 1783), Johanna Christiana Luise Dorothea von Gemmingen
          1. Sophia Henriette Franziska (1778–1780)
          2. Reinhard Christoph (1779–1785)
          3. Karl Weiprecht (1780–1781)
          4. Eberhard (1782–1785)

        3. Franziska Dorothea (1750–1781), blieb unvermählt

      2. Eberhard August (1717–1758) ⚭ Christine Sophie von Gemmingen-Gemmingen, keine Nachkommen
      3. Charlotte, Stiftsdame in Oberstenfeld
      4. Marianne († 1729)
      5. Benedicta

    4. Mechtild (1680–1761) ⚭ Johann Friedrich Franz von und zu Stein
    5. Katharina Benigna (1682–nach 1744)
    6. Eberhard (1684–1686)
    7. Christine (1686–1748) ⚭ Philipp Langwerth von Simmern
    8. Eberhard (1688–1767) ⚭ Anna Clara Freiin von Zyllnhardt (1685–1768), 1. Linie (Treschklingen)
      1. Sophia Charlotte (* 1710) ⚭ Burkhard Dietrich von Weiler
      2. Eberhard Nikolaus Tadäus (1713–1757) ⚭ Johanna von Grävenitz, erbt 1752 Rappenau
        1. Eberhard Georg (1754–1806) ⚭ Charlotte von Mentzingen († 1795), erbt Rappenau
          1. Sophie Luise (1773–1848) ⚭ Franz Göler von Ravensburg
          2. Christian Friedrich (1780–1805), verstirbt kinderlos vor dem Vater
          3. Benedicta (1780–1795)
          4. Hans (1783–1796)
          5. Charlotte (1785–1842) ⚭ Sigmund von Gemmingen zu Treschklingen (1777–1843)
          6. Dorothea (1788–1822)

        2. Ferdinande Clara Johanna Sophie Luise (1756–1804), erzog die Kinder ihres Bruders in Rappenau

      3. Sigmund (1724–1806) ⚭ Eberhardine Johanna von und zu Gemmingen (1731–1755), Franziska Xaviera von Althann (1733–1811)
        1. Eberhard (1752–1796), gefallen als kaiserlicher Hauptmann in Kehl
        2. Clara Ludovika (1753–1814) ⚭ Otto Heinrich I. von Gemmingen-Hornberg (1727–1790)
        3. Maria Benedikta (1755–1840) ⚭ Reinhard Dietrich von Berlichingen zu Merchingen
        4. Maria Anna (1765–1813) ⚭ Johann Graf von Batthany zu Csakany
        5. Theresia (1771–1808) ⚭ Baron La More
        6. Franziska (1773–1814) ⚭ Ludwig von Sternegg
        7. Antonie (1775–1826), blieb ledig
        8. Sigmund Johann Nepomuk (1777–1843) ⚭ Charlotte von Gemmingen-Hornberg (1785–1842), erbt 1806 Rappenau
          1. Franz Karl (1806–1867) ⚭ Franziska Ottilie von Ingelheim (1813–1889)
            1. Antonie Maria Charlotte Reinhardine (1836–1892)
            2. Charlotte Therese Reinhardine (* 1837)
            3. Helena Maria Isabella Gabriele Reinhardine (1840–1905) ⚭ Karl Sigmund von Gemmingen-Bonfeld (1838–1880)

          2. Louise Charlotte (1812–1849) ⚭ Eduard von Gemmingen-Guttenberg-Bonfeld
          3. Gustav (1813–1894) ⚭ Maria Freiin von Ostrowiec und Jakubowitze-Jakubowska (1824–1856), Franziska von Mourat (1837–1933), 1. Ast (Bürg)
            1. Charlotte Maria Anastasia (1846–1906) ⚭ Otto von Brusselle-Schaubeck (1843–1924) auf Gut Basthorst
            2. Maria Josephine (1847–1848)
            3. Sigmund Otto (1851–1928) ⚭ Mary Webb (1856–1899), begründeten einen amerikanischen Zweig der Familie
              1. Wilhelm Karl (1882–1932) ⚭ Marion Evans Bachmann (1888–1961)
              2. Sigmund Otto Ludwig (1883–1961) ⚭ Jane Bayly Knox (1886–1977, gesch. 1935), Elizabeth Hall Bear (1906–1971)
                1. Fannie Higginbotham (1914–1989) ⚭ Eugene Marion Wickings (1909–1973)
                2. Sigmund Otto (* 1916) ⚭ Virginia Lee Ward (* 1921)
                3. Elizabeth Horner (* 1920) ⚭ Albert Darius Darby (* 1921)
                4. Emslie Bayly (1921–1942)
                5. Mary Ann Webb (* 1924) ⚭ Robert Smith (* 1922)

              3. Victor Weiprecht (1884–1970) ⚭ Anna Scott (1890–1956)
                1. Elizabeth (1917–1982) ⚭ Lucien Bruce (* 1916)

              4. Felix (1891–1960) ⚭ Alice Leigh Mason (1898–1960)
                1. Felix (1927–1976) ⚭ Nancy Kysor (* 1931)
                  1. Richard Leigh (* 1962) ⚭ Sharon Sweeney (* 1961)
                  2. Cathryn Faith (* 1963) ⚭ Jeffrey B. Staples (* 1961)

              5. Marie Elisabeth (1893–1982) ⚭ Bruce Bowe (1886–1923)
              6. Gustav (1899–1935) ⚭ Else Weihmüller (1904–1974)
                1. Gustav Sigmund Otto (* 1930) ⚭ Christa Zwanzig (* 1932, gesch. 1960), Brigitta Rauner (* 1940, gesch. 1966), Brunhilde Kahlhofen (* 1940, gesch. 1979), Monika Heidetraut Langer (* 1946)
                  1. Constance (* 1971)

            4. Helena (*/† 1854)
            5. Sophia (*/† 1856)
            6. Gustav Sigmund Reinhard (1871–1943) ⚭ Olga von Beroldingen (1882–1963)
              1. Franziska Maria (1904–1961)
              2. Franz Maria Hans Weiprecht (1905–1945) ⚭ Marie-Wilhelmine von Drechsel (1908–1996)
                1. Helene Elisabeth (* 1934) ⚭ Gebhard von Heyl zu Herrnsheim (* 1930)
                2. Eberhard (* 1936)
                3. Monika (* 1937) ⚭ Joseph Graf von Stillfried und Rattonitz (* 1937)
                4. Gabrielle (* 1939) ⚭ Hermann Therstappen (* 1933)
                5. Isabella (1941–1981) ⚭ Hans Joachim Stamp (* 1941, gesch. 1975)
                6. Fides (* 1945) ⚭ Rudolf von und zu Mentzingen (* 1943)
                  1. Nikolaus Benedikt (* 1967), wurde von seiner Großmutter Marie-Wilhelmine von Gemmingen-Hornberg 1968 adoptiert und trägt den Namen von Gemmingen-Hornberg

              3. Sigmund Reinhard (1907–1952) ⚭ Ingeborg Wendroth-Sielcken (1906–1976)
                1. Ursula (1935–2014) ⚭ Rudolf Bickel (1936–1978)
                2. Cäcilia (1938–2021) ⚭ Klaus Roth (1935–2018)
                3. Sibylla (* 1940) ⚭ Fritz Kleffner (* 1935)
                4. Christof Uriel (*/† 1943)
                5. Hubertus (* 1945) ⚭ Renata Stoeckli (* 1943)
                6. Conz Weiprecht (* 1947) ⚭ Elisabeth Allemann (* 1948)

              4. Robert Pleikard (1909–1943)
              5. Marie Gabrielle (* 1912) ⚭ Rudolf Plank (1894–1974)

          4. Maria (1815–1853) ⚭ Felix von Brusselle
          5. Antonia (* 1817) ⚭ Raimund von Gleichen-Rußwurm (1805–1883)
          6. Sigmund Reinhard (1819–1883) ⚭ Emilie Freiin von Handel (1815–1869)
            1. Luise (1846–1919)
            2. Karoline (1848–1855)
            3. Gabriele (* 1852) ⚭ Emmerich Raitz von Frentz

          7. Adolph (1822–1902) ⚭ Sarolta Gräfin Batthyány von Német-Ujvár (1823–1892), 2. Ast (Fränkisch-Crumbach)
            1. Ernestine Sarolta Helena (1841–1926)
            2. Karl (1846–1923) ⚭ Gabriele von Gemmingen-Hornberg, Michelfelder Ast (1865–1940), keine Nachkommen
            3. Gustav Weiprecht (1849–1897) ⚭ Viktoria von Wiser (1854–1914)
              1. Sarolta (1882–1950)
              2. Eleonora (1884–1956)
              3. Adolph Anton (1886–1963) ⚭ Maria Freiin von Nordeck zur Rabenau (1890–1988)
                1. Karl Friedrich (1920–1922)
                2. Annemarie (* 1921) ⚭ Carl Freiherr von Hake (1920–1968, geschieden 1954)
                3. Eugen (* 1923) ⚭ Marianne Prieß (* 1929)
                4. Gustav Weiprecht (1925–2005) ⚭ Rosemarie Kipp (* 1930, geschieden 1957), Gudrun Heinzelmann (* 1937)
                  1. Hans Heinrich (* 1954) ⚭ Doris Elisabeth Reusch (* 1954)
                    1. Ronja Maria (* 1976)
                    2. Jan Karl (* 1981)

                  2. Karl Friedrich (* 1955) ⚭ Hilde Schüle (* 1953)
                    1. Ulla Maria (* 1986)
                    2. Maximilian Lukas (* 1991)

                  3. Eleonore Sarolta (* 1962) ⚭ Tobby Glock
                  4. Götz Peter Gustav (* 1965)

              4. Maria (1893–1964)

            4. Ernst Ludwig (*/† 1850)
            5. Otto Franz Sigmund Karl (1852–1892), blieb ledig, starb in Kamerun an Tropenfieber
            6. Sigmund Franz Karl (1853–1914)
            7. Franziska Ottilia (1860–1946)

      4. Maria Johanna (1716–1791)
      5. Katharina (1720–1793) ⚭ Eberhard Fredrich von Ellrichshausen
      6. Karl Sigmund (1718–1737) starb als Fähnrich im Krieg gegen die Türken in Serbien
      7. Benedicta (* 1720) ⚭ Friedrich August von Gemmingen-Babstadt
      8. Otto Heinrich (1727–1790) ⚭ Maria Elisabetha von Nesselrode († 1774), Clara Ludovika von Gemmingen (1753–1814), Linie Gemmingen-Hoffenheim
        1. Otto Heinrich (1755–1836) ⚭ Charlotte Freiin von Sickingen (1756–1826)
          1. Karl Theodor Joseph (1780–1849) ⚭ N. Wehr (Ehe blieb kinderlos, die Linie erlosch mit ihm)
          2. Elisabetha († 1857)
          3. Johanna (Jeanette) (1791–1821) ⚭ Andreas von Recum (1765–1828)
          4. Reinhard (1792–1812), würzburgischer Oberleutnant
          5. Marie Antonie († 1835)
          6. Auguste († 1857), blieb ledig und pflegte den Vater
          7. Therese, lebte beim Vater

        2. Sigmund Eberhard (1779–1809)
        3. Henriette (1780–1824) ⚭ Johann Karl Friedrich von Reischach
        4. Franziska (1782–1861) ⚭ Johann Karl Friedrich von Reischach (2. Ehe nach dem Tode von Henriette)

    9. Friedrich (1691–1738) ⚭ Maria Thumb von Neuburg (1698–1727), Wilhelmine Rüdt von Collenberg (1702–1763), 2. Linie (Babstadt)
      1. Maria Elisabeth (1719–1783), ⚭ Christoph Ferdinand II. von Degenfeld (1716–1742)
      2. Friedrich August (1721–1753) ⚭ Benedikta von Gemmingen-Treschklingen († 1787), keine Nachkommen
      3. Juliana Charlotte (1723–175)
      4. Wilhelm Ludwig (1727–1799) ⚭ Christiane Amalia von Gemmingen-Fürfeld († 1763), Eleonore Ernestine Karoline von Malsberg (1742–1792)
        1. Juliana (1760–1839)
        2. Luise Amalie (1761–1836) ⚭ Ludwig Friedrich von Gemmingen (1765–1816)
        3. Johann Friedrich Wilhelm (1762–1771)
        4. Johanna Karoline Benedicta (1763–1851) ⚭ Wilhelm Ferdinand Friedrich von Degenfeld (1757–1819)

      5. Ernst Karl (*/† 1728)
      6. Johann Christoph (*/† 1729)
      7. Johanna Leopoldine (*/† 1733)
      8. Ernst Ludwig Mainhard (*/† 1735)
      9. Johann Philipp (1729–1766) ⚭ Dorothea von Stain zu Rechtenstein (1744–1799)
        1. Ludwig Friedrich (1765–1816) ⚭ Caroline von Prehn (1772–1807), Luise Amalie von Gemmingen-Hornberg (1761–1836)
          1. Henriette (1797–1849) ⚭ August Wilhelm Friedrich von Degenfeld (1795–1845)
          2. Ernst Franz Ludwig (1795–1834) ⚭ Sophie von Degenfeld (1800–1880)
            1. Maria Luise Juliana Karoline (1825–1890) ⚭ W. von Stetten
            2. Hermann Ferdinand Friedrich (1820–1891) ⚭ Pauline von Ellrichshausen (1825–1865)
              1. Mathilde (1847–1924) ⚭ Konstantin von Neurath (1847–1912)
              2. Sophie (1849–1928) ⚭ Götz Freiherr von Holtz (1842–1908)
              3. Ernst (1851–1928) ⚭ Annie Kaupe (1858–1904)
                1. Eberhard (1883–1952) ⚭ Hertha von Degenfeld (1894–1963), Neuhaus
                  1. Pleikard (* 1919) ⚭ Sibylle Runge (* 1929), Irene Carter (* 1919), Cecily Hope Branch (* 1931)
                    1. Michael Pleikard Eberhard (* 1971)

              4. Bertha (1853–1923) ⚭ Konrad Freiherr Varnbühler von und zu Hemmingen (1837–1881)
              5. Wilhelm (1854–1940) ⚭ Ellen L. Macauley (1864–1924)
              6. Marie (1855–1946) ⚭ Gustav Prinz zu Sayn-Wittgenstein-Berleburg (1834–1889)
              7. Karl Franz Joseph (1857–1935) ⚭ Hedwig Scipio (1867–1935)
                1. Hans-Lothar (1893–1975) ⚭ Ellenruth Röchling[5] (1900–1977)
                  1. Ellenruth Theodora (1923–2016)
                  2. Karl Hermann (1924–1960)
                  3. Hans Lothar Paul Eberhard (1926–2006)[6] ⚭ Karin Wiebe (* 1936)
                    1. Hansjörg Eberhard (* 1963)

                  4. Ingeborg (* 1931) ⚭ Hans Ulrich Gußmann (1920–1989)

                2. Clothilde Pauline (1895–1980)
                3. Pauline Clothilde (1898–1988) ⚭ Joachim Graf von Hohenthal (1895–1969)
                4. Ludwig (1901–1978) ⚭ Ilse Kottenhahn (* 1910)
                  1. Christa Hedwig (* 1937) ⚭ Giorgio Passigatti (1923–2011)[7]
                  2. Ulrich Hans Lothar (1938–2011)[8]
                  3. Klaus Otto (1943–2014)[9] ⚭ Silvia Albrecht (* 1951)
                    1. Matthias Ludwig (* 1976)
                    2. Markus Stefan (* 1978)

              8. Caroline (*/† 1859)
              9. Friedrich Karl Eberhard (Fritz) (1860–1924) ⚭ Dora Siegle (1877–1955)[10]
                1. Wolf Dieter (1918–2003)[11] ⚭ Helga von Lerchenfeld (1927–2025)
                  1. Albrecht (* 1956)
                  2. Eberhard (* 1957)
                  3. Wolf-Eckart Caspar (* 1959) ⚭ Christina zu Wied (* 1970)
                    1. Juliana (1997–2011)[12]
                    2. Emily (* 1998)
                    3. Alexander (* 2000)
                    4. Philipp (* 2002)

                  4. Johannes Pleikard (* 1963)
                  5. Dieter (1965–2001)

              10. Helene (1863–1948)

    10. Maria Sophia (1697–1746)
    11. Ludwig, Grundherr zu Hornberg (1694–1771) ⚭ Rosina von Steinberg (1697–1749), Albertine von und zu Gemmingen (1740–1779), 3. Linie (Neckarzimmern)
      1. Amalie (1756–1782) ⚭ C. von Kniestädt
      2. Eberhard (1757–1767)
      3. Ernst (1759–1813), ⚭ Henriette Charlotte von Holle (1773–1814)
        1. Ludwig (1793–1858) ⚭ Arsene d'Amelot-le-Flammand († 1866)
        2. Henriette (1799–1813)
        3. Amalie (1801–1865) ⚭ August Karl Franz Johann von Gemmingen-Gemmingen (1792–1870)
        4. Friederike (1803–1866) ⚭ Wilhelm von Edelsheim
        5. Franziska (1809–1847) ⚭ Friedrich Böcklin von Böcklinsau
        6. Ernst (1794–1838) ⚭ Charlotte Horneck von Weinheim (1800–1863)
          1. Maria Luise (* 1821) ⚭ Max von Freyberg-Eisenberg
          2. Auguste (1822–1837)
          3. Friedrich (1823–1882), Grundherr zu Hornberg ⚭ Pauline Freiin vom Holtz (1837–1921)
            1. Franz Pleickardt (1870–1927), Grundherr zu Hornberg ⚭ Margarethe von Kalckreuth (1876–1960)
              1. Friedrich Franz Otto (1898–1945)
              2. Reinhard Alexander (1901–1981), Kommendator des Johanniterordens,[13] Grundherr zu Hornberg ⚭ Hertha Freiin von Gemmingen-Steinegg (1906–1988)
                1. Hans-Wolf (* 1930), Land- u. Forstwirt, Weinbauing., Grundherr zu Hornberg ⚭ Marie-Therese von Wulffen (* 1936, gesch. 1968), Elisabeth Menger (1939–1997), Kanchana Yot At[14]
                  1. Gero Reinhard Odo (* 1958) ⚭ Ellen Rokstad (* 1956)
                    1. Jonas (* 1982)
                      1. Karl-August (* 2014)

                    2. Lukas (* 1994)

                  2. Delia Sophie (* 1960), Buchbinderin
                  3. Dajo Wolf Uriel (* 1963), Grundherr zu Hornberg ⚭ Daniela Widmann (* 1967), promov. Zahnärztin
                    1. Paul (* 2001)
                    2. Marie (* 2005)

                  4. Cora (1976–1999), Tochter aus zweiter Ehe, Studentin

                2. Burkhard (1932–2006), Gastronom ⚭ Yvonne von Zobelitz (* 1946)
                  1. Marcus (* 1968), Gastronom ⚭ Eliette Schäfer (* 1977)
                    1. Max (* 2002)
                    2. Felix (* 2004)

                  2. Robin (* 1970)

                3. Götz Dietrich (1939–1998), Jurist ⚭ Hannelore Ackermann (* 1939, gesch. 1978)
                  1. Hubertus (1967–2000)
                  2. Alexandra (* 1970)

              3. Hans Dieter (1902–1944) ⚭ Martha Thoma (1902–1980)
              4. Weiprecht Viktor (1916–1987) ⚭ Marlene Steup (1910–2003, gesch. 1970), Eva-Getrud Petrow (* 1927)
                1. Udo Pleikard (* 1941) ⚭ Barbara (adopt.) von Obstfelder (* 1940, gesch. 1973), Rita Maria Grimmer (* 1944)
                  1. Wolf Engelhard (* 1976)
                  2. Ulrike Margarete (* 1980)

                2. Isabella (* 1943) ⚭ Helmut Unverzagt (* 1941, gesch. 1977), Roman Röser (* 1946)

            2. Max August (1871–1920) ⚭ Walpurga Freiin von König (1878–1969)
              1. Max Ernst August (1901–1962) ⚭ Sigrid von Graevenitz (* 1905)

            3. Sophia Maria (1876–1949) ⚭ Viktor von Raven

          4. August (1829–1909) ⚭ Anna von Berzeviczy-Bercevicze (1838–1906), Michelfelder Ast
            1. Elisabetha Charlotte (1862–1938) ⚭ Max von Sulzer-Wart († 1910)
            2. Gabriele Maria (1863–1864)
            3. Gabriele Thekla Charlotte Anna Appollonia (1865–1940) ⚭ Karl von Gemmingen (1846–1923), Fränkisch-Crumbach
            4. Anna Agnes Appollonia (1867–1894) ⚭ Friedrich von Blankard

          5. Franz (1830–1849), starb als Oberleutnant in Ungarn
          6. Reinhard Ludwig (1837–1871), bekam Beihingen, blieb ledig

### IV. Linie (Michelfeld)
Hauptartikel: Gemmingen-Michelfeld
Hans der Kecke (1431–1487) ⚭ Brigida von Neuenstein
1. Georg (1458–1511), Dompropst in Speyer
2. Hans (* 1459), Mönch im Kloster Herdt bei Germersheim
3. Ennel (Anna) (1462–nach 1480)
4. Orendel (1464–1520) ⚭ 1491 Katharina von Sickingen
  1. Weirich (1493–1548) ⚭ 1519 Dorothea von Handschuhsheim, Benedicta von Nippenburg
    1. Orendel (* 1521) starb als Kind
    2. Katharina ⚭ Philipp der Weise von Gemmingen zu Bonfeld
    3. Sebastian (1522–1575) ⚭ Juliane von Bödigheim
    4. Leonhard (1536–1583) ⚭ Esther von Bödigheim
      1. Benedikta (1572–1628) ⚭ Wolf Konrad Greck von Kochendorf
      2. Weirich (1575–1613) ⚭ Rosine von Neipperg
5. Els (1466–1532), Nonne, ab 1504 bis zum Tode Priorin des Magdalenenklosters Speyer
6. Barbel (1467–1511), Nonne in Worms
7. Uriel (1468–1514), Erzbischof und Kurfürst von Mainz
8. Erpho (1469–1523), Dompropst in Speyer

### Maier von Wössingen
Hauptartikel: Maier von Wössingen
Konrad ⚭ Adelheid von Adelshofen
1. Konrad ⚭ Anna von Münchingen
  1. Konrad ⚭ n. n. von Flehingen
  2. Els
  3. Dieter
  4. Hans ⚭ Margaretha n. n.
    1. Anselm
    2. Reinhard
      1. Heinrich
        1. Helena ⚭ Anselm von Urberg
        2. Heinrich († 1503) ⚭ Katharina Holdermännin
2. Reinhard ⚭ Jutta von Gertringen
3. Johann
4. Ulrich(?)

### Zweig von Hoven
Albert (erw. 1328)
1. Herbrand (erw. 1350)
2. Mechtildis ⚭ Siegfried von Steinkallenfels
3. Schweiker (erw. 1357)
  1. Albrecht (erw. 1372/92)
    1. Albrecht
    2. Margaretha ⚭ Dieter von Talheim
    3. Dieter (erw. 1396–1415)
      1. Peter († um 1460)

    4. Lorenz (erw. 1420)

### Giener
Dieter (erw. 1323/59) ⚭ n. n.
1. Hans
  1. Ravan ⚭ Anna von Venningen
    1. Friedrich
      1. Hans ⚭ Katharina Münchin von Rosenberg
        1. Hans († 1503) ⚭ Margareta Romekin († 1498)
        2. Anna ⚭ Gabriel von Redwitz zu Theissendorff und Küps
        3. Barbara ⚭ Bernhard von Angelloch († 1511)

      2. Dietrich

    2. Raban ⚭ Anna von Velberg, Adelheid von Berwangen
      1. Hans(?)

    3. Friedrich
2. Jörg

### Velscher
Schweiker gen. Velscher († 1297) ⚭ Engeltraut n. n.
1. Wolf ⚭ n. n., Linie der Kriegen von Stebbach
  1. Heinrich
  2. Philipp
    1. Götz, Adelheid und Elisabeth (Nachkommen von Heinrich oder Philipp)
2. Elisabeth ⚭ Raban Göler von Ravensburg
3. Gertrud ⚭ Albert von Enzberg
4. Anna ⚭ Eberhard von Heusenstamm
5. Pleikard (erw. 1337)
  1. Elisabeth ⚭ Werner Nothafft von Hohenberg zu Beihingen
  2. Margareth ⚭ Simon von Roth
  3. Schweickardt der Alte († 1371) ⚭ Gerhausin von Oewisheim
    1. Pleikard, 1388 Genosse Wolf von Wunnensteins gegen Eberhard den Greiner
    2. Eberhard, Abt in Sinsheim (erw. 1358–1365)
    3. Otherre (erw. 1350)
    4. Schweiker der Schwarze († 1377) ⚭ n.n. von Lamersheim
    5. Elisabeth (1378/80 Äbtissin in Billigheim)
    6. Dudo († 1371), Mönch in Wimpfen
    7. Gerold († 1388)
    8. Triegel († 1384 oder 1385) ⚭ Anna von Stauffeneck, Els von Enzberg
      1. Werntraut ⚭ Schweikard von Helmstatt gen. von Duckstein
      2. Engeltraut ⚭ Albrecht Göler von Ravensburg
      3. Georg der Dicke ⚭ Agnes von Remchingen
        1. Anna († 1462) ⚭ Eberhard von Husenstein
        2. Agnes († 1460) ⚭ Nicolaus Krieger von Durmstein
        3. Margareth ⚭ Wolf von Blankenstein
        4. Werntraut ⚭ Hans Dierner von Königsbach

    9. Hans, Konventsbruder in Sinsheim
    10. Els ⚭ Kraft von Rappach
    11. Hans († 1409) ⚭ n. n.
      1. Adelheid ⚭ Gerhard von Ehrenberg
      2. Anna ⚭ Eberhard von Hoegensteyn
      3. Ravan ⚭ Christine von Frauenberg
        1. Wendel († 1486) ⚭ n. n. von Mühlenhofen
        2. Eberhard der Alte († 1479) ⚭ Irmel von Otterbach
          1. Philipp, gen. Schellig († 1520) ⚭ Anna von Helmstatt († 1519)
            1. Barbara ⚭ Hans von Bettendorff
            2. Eberhard († um 1532)
            3. Hans († 1552) ⚭ Susanna von Neuhausen († 1547)
              1. Anna († 1577) ⚭ Jacob von Pfrauenheim zu Ostheim († 1560), Melchior Groroth
              2. Ursula († 1549) ⚭ Sittig von Berlips
              3. Margaretha († 1547) ⚭ Philipp Schlichterer

            4. Wilhelm († 1523) ⚭ Barbara von Rinderbach († 1561)
              1. Philipp, genannt Grünewald († 1544 oder 1549) ⚭ Ursula Leiningerin von Leinburg